# Konzentrationslager Rab

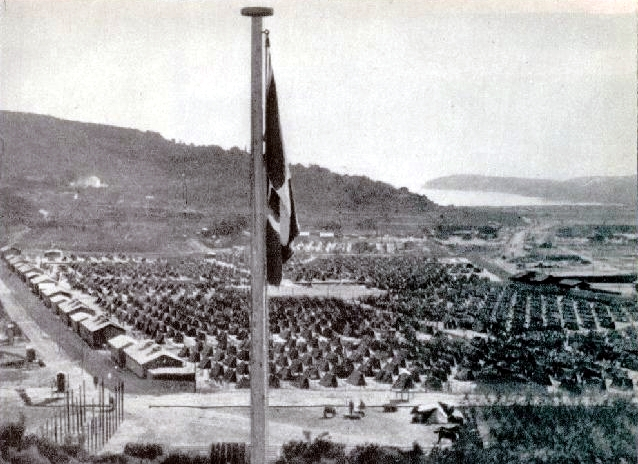
Blick auf das Konzentrationslager Rab; im Vordergrund die Flagge Italiens (1942)

Das Konzentrationslager Rab (auch Arbe oder Kampor genannt) war während des Zweiten Weltkrieges das größte und brutalste italienische Konzentrationslager für jugoslawische Zivilisten. Es wurde zwischen Juli 1942 und September 1943 betrieben und befand sich auf der dalmatischen Insel Rab (ital. Arbe) nahe des Dorfes Kampor. Infolge des Balkanfeldzugs der Achsenmächte war die Insel durch das faschistische Italien annektiert worden.
Da Rab in erster Linie als Straflager für Slowenen und Kroaten in der italienischen Besatzungszone diente, galt es als ein „Slawenlager“. Zudem bestand von Mai bis September 1943 auf der Insel auch Italiens zentrales Internierungslager für jugoslawische Juden, deren Haftbedingungen jedoch ungleich besser waren als jene der slawischen Insassen. Laut den meisten Schätzungen wurde Rab während des dreizehnmonatigen Lagerbetriebs von zwischen 10.500 und 15.000 Häftlingen durchlaufen, mit selteneren Maximalangaben von bis zu 21.000 Insassen.
Das „Slawenlager“ war mit einer Sterblichkeitsrate von rund 20 Prozent mit den Verhältnissen in den deutschen Konzentrationslagern Buchenwald oder Dachau vergleichbar. Von den laut Minimalangaben 7541 slawischen Insassen (zwei Drittel Slowenen, ein Drittel Kroaten) wurden bisher rund 1500 Tote namentlich identifiziert. In den maximalen Schätzungen, die von insgesamt höheren Häftlingszahlen ausgehen, wird die Gesamtzahl der Opfer auf 3000 bis 5000 Tote geschätzt. Die Haupttodesursachen waren Unterernährung und Krankheiten. Im Separatlager für jugoslawische Juden galten die Verhältnisse hingegen als „relativ erträglich“ (Jaša Romano). Das jüdische Lager verfügte mit seinen laut Minimalangaben rund 2700 Häftlingen über ein gewisses Maß an Selbstverwaltung und entsprach einem gewöhnlichen italienischen Internierungslager ohne Todesopfer.
Das Lager für die slawischen Häftlinge wird nach aktuellem Forschungsstand mehrheitlich nicht als Vernichtungslager eingestuft, gleichzeitig gilt Rab jedoch auch als ein Beweis dafür, dass italienische Konzentrationslager während des Zweiten Weltkrieges durchaus „das gleiche Niveau“ (Mark Mazower) erreichen konnten wie manche von NS-Deutschland betriebene Lager. Das Modell für Rab und andere italienische „Slawenlager“ lieferten dabei die kolonialen Konzentrationslager des faschistischen Italiens aus den 1930er Jahren, wie sie bereits während des Genozids in Libyen und während des Abessinienkriegs zum Einsatz kamen. Wie schon in Afrika dienten auch die italienischen Lager für Jugoslawen nicht nur als Werkzeug zur Bekämpfung von Widerstandsgruppen im Besatzungsgebiet. Eine entscheidende Rolle spielte dabei auch eine Politik der „ethnischen Säuberung“, die – motiviert durch den antislawischen Rassismus der Faschisten – neuen spazio vitale („Lebensraum“) für die Italiener gewinnen sollte.
Das Konzentrationslager wurde nach dem Seitenwechsel Italiens am 11. September 1943 von einer im Lager gebildeten Widerstandsgruppe der slowenischen Befreiungsfront (OF) befreit, einem Ableger der Kommunistischen Partei Jugoslawiens. Im Jahr 1953 wurde auf dem Gelände des ehemaligen Lagerfriedhofs auf Rab, dem größten Massengrab von Slowenen außerhalb des slowenischen Staates, mit finanziellen Mitteln der jugoslawischen Teilrepublik Slowenien ein Gedenkfriedhof angelegt. Zum Befreiungstag des Konzentrationslagers Anfang September finden dort jährliche Gedenkveranstaltungen statt.

## Bezeichnung
Die offizielle italienische Bezeichnung für das Lager lautete Campo di concentramento internati civili Arbe, zu Deutsch wörtlich „Konzentrationslager für Zivilinternierte Arbe“. Die überwiegend südslawischen Insassen verwendeten für das Lager den slowenischen bzw. serbokroatischen Namen Rab, oder sie benannten es nach dem nahegelegenen Dorf Kampor (ital. Campora). In der deutschsprachigen und englischsprachigen Fachliteratur wird meist die Selbstbezeichnung des italienischen Konzentrationslagers Arbe vorrangig verwendet und der slawische Name Rab nachrangig in Klammer gesetzt. Oft werden aber auch beide Begriffe im selben wissenschaftlichen Text gleichzeitig als Synonyme verwendet. In der slowenischen und kroatischen Literatur ist neben dem Inselnamen Rab auch der Dorfname Kampor für das Konzentrationslager üblich.

## Lagerstruktur

### Lagerleitung

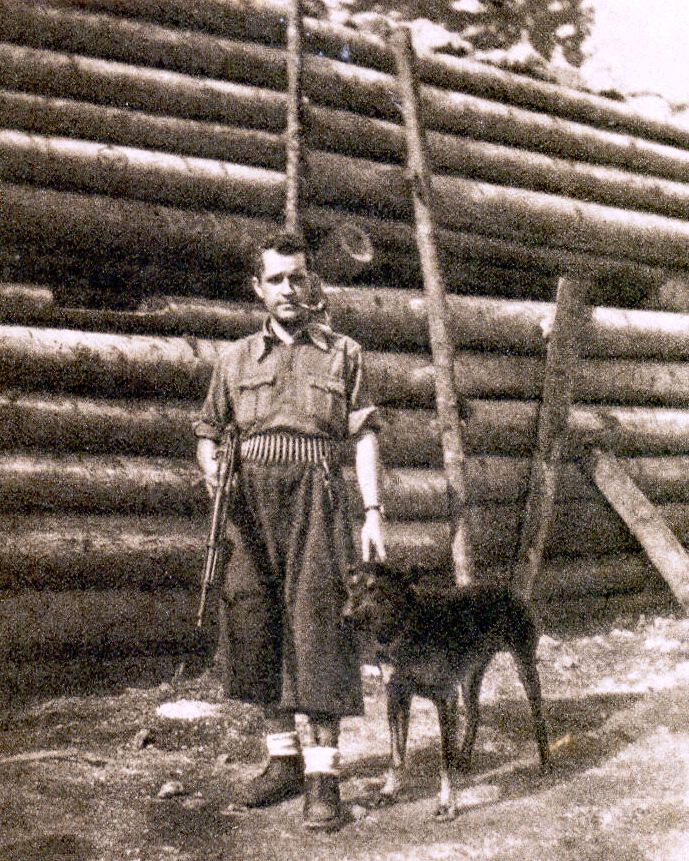
Ein italienischer Wachmann des Konzentrationslagers Rab mit seinem Wachhund

Die Lagerkommandatur oblag einem Oberleutnant der Carabinieri, der gleichzeitig Oberbefehlshaber der italienischen Militärgarnison der gesamten Insel war. Sein Arbeitsbüro wurde in der Grundschule des Inseldorfes Kampor eingerichtet. Der erste Lagerkommandant war Oberleutnant Vincenzo Venne. Sein Nachfolger, Oberleutnant Vincenzo Cuiuli (1895–September 1943), erhielt sowohl von den Häftlingen als auch von den italienischen Soldaten und Offizieren den Spitznamen „die Schlange“ (serbokroatisch zmija, italienisch serpente) und war für seine sadistischen Neigungen berüchtigt. Der italienische Historiker Giuseppe Piemontese bezeichnete Cuiuli in seiner 1946 veröffentlichten Arbeit über die Besatzungspolitik Italiens auf dem Balkan als „würdigen Schüler der Bestien von Belsen, Auschwitz und Dachau“. Die Wachmannschaften bestanden aus insgesamt 704 Soldaten, während das Lagerkommando aus 48 Personen bestand. Rundherum um das Lager wurden Bunker für etwa 2200 Soldaten gebaut.

### Lageraufbau

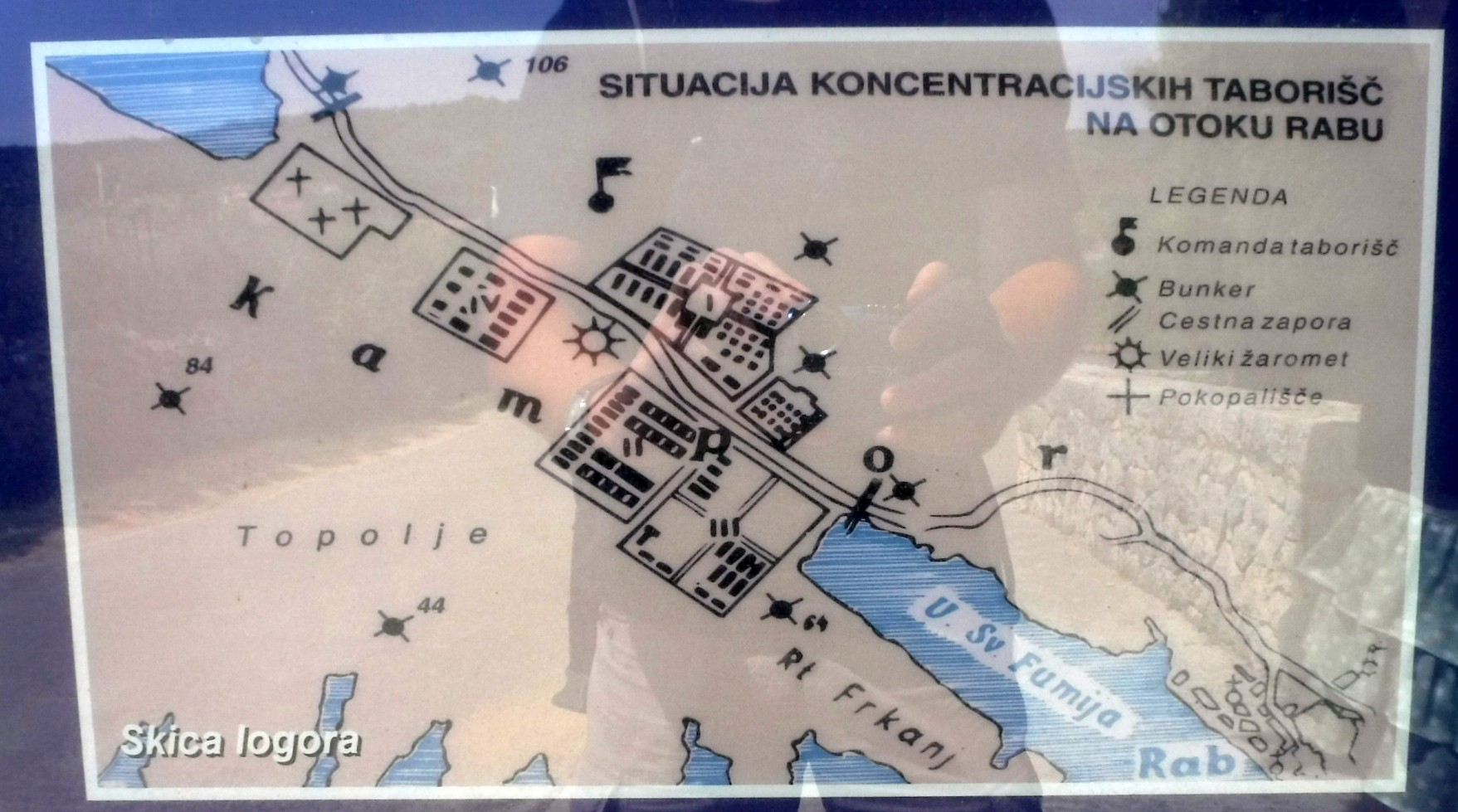
Überblick über den ursprünglich geplanten Aufbau des Lagers. Dabei sollte Rab (Arbe) in vier große Teillager (I, II, III, IV) mit einer Gesamtkapazität von 20.000 Häflingen (5.000 pro Teillager) entstehen.
Lager I: Slawische Männer
Lager II: Jüdische Häftlinge
Lager III: Slawische Frauen und Kinder
Lager IV: Slawische Zwangsarbeiter

Als erstes wurde das „Campo Primo“ (Lager I) in Betrieb genommen, das wiederum in vier Sektoren unterteilt war, die jeweils einem eigenen Offizier unterstellt waren. Hier wurden hauptsächlich „kräftige“ Männer (validi) untergebracht. Es lag rechts der von der Hafenstadt Rab kommenden Hauptstraße und grenzte an ein Urbarmachungsgebiet. Auf der linken Seite der Straße befanden sich die Bereiche, die im ursprünglichen Plan für das „Campo Secondo“ (Lager II), „Terzo“ (Lager III) und „Quatro“ (Lager IV) vorgesehen waren. Weiter unten an der Straße wurden die restlichen Einrichtungen eingerichtet und darüber hinaus eine Lichtung für die Bestattung der verstorbenen Internierten. Frauen, Kinder, ältere und kranke Menschen wurden zunächst in einem separaten Bereich des Lagers I untergebracht; später wurden sie in das Lager III verlegt (drei Viertel der dortigen Internierten), bevor sie im Spätherbst 1942 ins Konzentrationslager Gonars verlegt wurden, das bis zur Kapitulation Italiens im September 1943 bestand. Das Lager II wurde erst im Frühjahr 1943 in Betrieb genommen und beherbergte mehr als 2700 Juden im Rahmen einer „vorsorglichen Internierung“. Das Lager IV blieb weitgehend ungenutzt.

## Lager für Slawen (Lager I und III)

### Antislawischer Rassismus

Die Parteifahne der Faschisten als antislawisches Symbol

Direkte körperliche Gewalt und Misshandlungen von Internierten waren in den Vorschriften der italienischen Militärkommandos oder der Lagerkommandanten zwar in der Regel nicht vorgesehen. Im Konzentrationslager Rab kam es aber dennoch wiederholt zu körperlichen Bestrafungen von Häftlingen durch das Lagerpersonal. Die Haltung der italienischen Lagerbehörden gegenüber den slowenischen und kroatischen Internierten war insgesamt von Grobheit und Rücksichtslosigkeit geprägt; aus der Sicht des faschistischen Regimes waren sie allesamt „Slawen“ (slavi) und damit rassisch und kulturell minderwertige Menschen.
Tatsächlich gilt es für die Praxis der italienischen Rassenpolitik als bezeichnend, dass die Häftlinge slawischer Herkunft auf Rab eine schlechtere Behandlung erfuhren als die Insassen jüdischer Herkunft. Im Unterschied zur NS-Ideologie richtete sich der Rassismus der italienischen Faschisten zunächst gegen Slawen und Afrikaner, und erst später auch offiziell gegen die jüdische Bevölkerung. Der faschistische Antislawismus war dabei genuin italienischen Ursprungs und bereits im Italien der 1920er Jahre ein Wesensmerkmal des Frühfaschismus. Carlo Moos (2023) konstatiert:
„Einen Teil seiner Stosskraft bezog der faschistische Antislawismus aus dem Umstand, dass mit Jugoslawien ein starker Südslawenstaat entstanden war, der u. a. das ‚italienische‘ Dalmatien an sich gerissen hatte. Deshalb war die Zerstörung dieses Staates nicht ein beliebiges machtpolitisches Ziel, sondern – als Voraussetzung zur Beherrschung der Adria – ein zentrales Element von Mussolinis Raumpolitik. Dass die Slawen in den mit deutscher Hilfe besetzten Gebieten als ‚Untermenschen‘ eingestuft wurden, führte alte Kontinuitätslinien weiter und hatte System.“
Nach der Zerschlagung Jugoslawiens und der Annexion einiger Gebiete durch Italien zeigte sich der Antislawismus des Mussolini-Regimes nicht nur gegenüber Partisanen, sondern auch gegenüber der einheimischen Bevölkerung, die als „minderwertig“ eingestuft wurde. Zum zentralen Begriff der antislawischen Propaganda Italiens wurde dabei der Slogan „balkanische Infektion“ (infezione balcanica). Dieser tauchte täglich in italienischen Medien (Presse und Rundfunk) auf, diente aber auch als Stichwort für politische und Militäroperationen. In der Zeitung Regime fascista des früheren Generalsekretärs der faschistischen Partei, Roberto Farinacci, erschien im Juni 1942 ein Artikel mit dem Titel Generosità italiana e banditismo slavo („Italienische Großzügigkeit und slawisches Banditentum“). Der Autor rief dazu auf, die in der Vergangenheit fälschlich gewährte Großzügigkeit zu sühnen, das Leben des italienischen Soldaten wäre heilig, das Blut eines Infantristen wäre schließlich mehr wert als das „schmutzige Aas von hundert Banditen [Slawen]“.
Auch James Walston (1997) sieht als Erklärung für das Verhalten des faschistischen Italiens gegenüber den slawischen Lagerhäftlingen das Gefühl der „rassischen Überlegenheit“, das die Italiener nicht nur gegenüber den Afrikanern, sondern auch gegenüber den Jugoslawen empfanden. So erklärte etwa ein Artikel in der Triester Zeitung Il Piccolo vom 28. Mai 1942, die Jugoslawen seien niedriger zu betrachten als die „unbekanntesten Stämme Westafrikas“.

### Ernährung

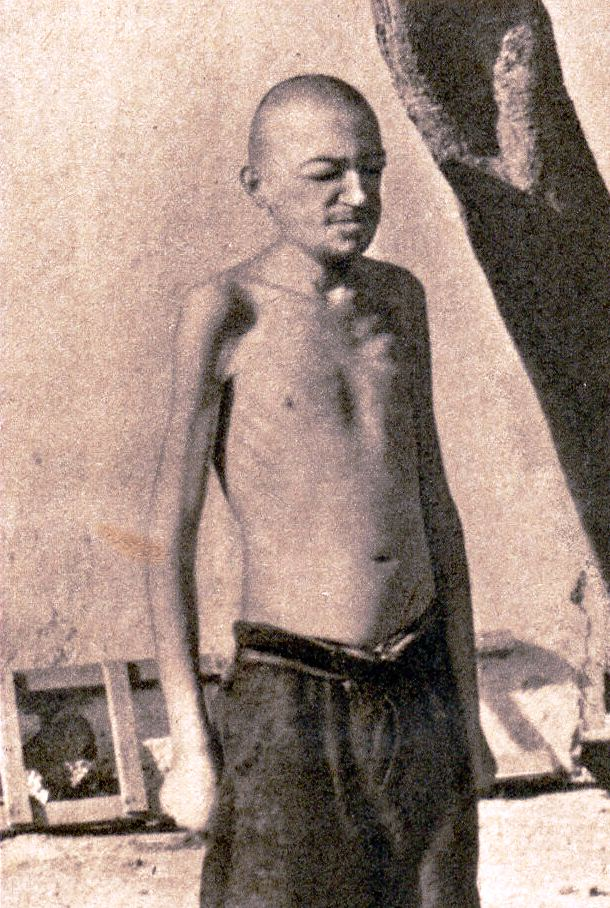
Ein abgemagerter Häftling auf Rab

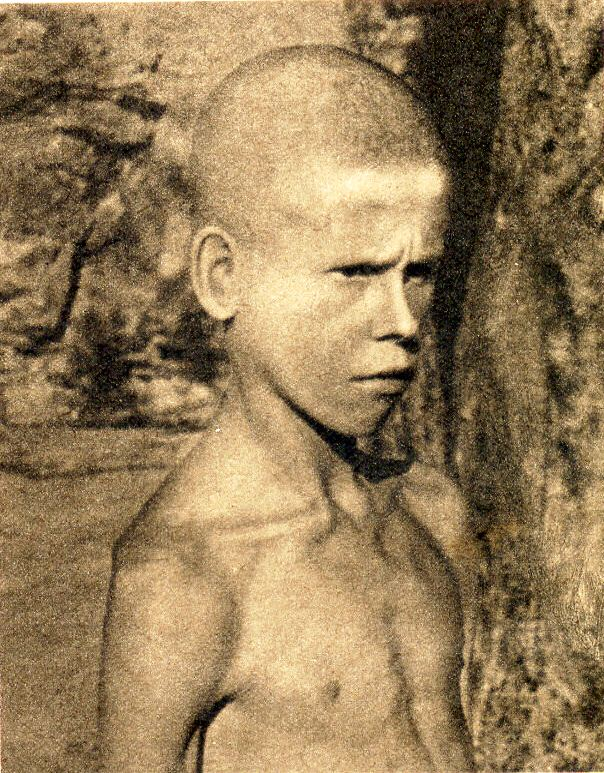
Ein abgemagerter Kinderhäftling auf Rab

Die Mangelernährung gilt als das schwerwiegendste Problem des Lagers, über das die Insassen am meisten klagten. Die Essensrationen für die „repressiven“ Internierten, also die slowenischen und kroatischen Gefangenen die in den Straflagern I und III, wurden auf maximal 1000 Kalorien pro Tag festgelegt. Die jugoslawischen Internierten erhielten somit im günstigsten Fall tägliche Lebensmittelrationen, die nur der Hälfte ihres Kalorienbedarfs entsprachen. Nur wer Lebensmittelpakete von zu Hause erhielt oder in der Lage war, in den Lagern zusätzliche Lebensmittel zu kaufen, konnte deshalb bei guter Gesundheit bleiben.
Offiziell bestand die Ration aus 150 Gramm Brot, 66 Gramm Reis oder Nudeln und 20 Gramm Gemüse. Zusätzlich sollten die Gefangenen zweimal pro Woche 100 Gramm Fleisch und viermal wöchentlich 40 Gramm Käse erhalten. Diese ohnehin schon sehr kargen Rationen wurden jedoch nicht in der vollen Menge an die Häftlinge ausgegeben. Auf dem Weg von den Lagern, in denen die Nahrungsmittel gelagert waren, bis zu den Stellen, die sie an die Gefangenen weitergaben, behielten die italienischen Instanzen jeweils einen Teil der Lieferungen für sich ein. Dies führte zu einem florierenden Schwarzmarkt, sodass jeder Gefangene, der in der Lage war, seine Ration durch Bestechung zu erhöhen, größere Überlebenschancen hatte. Zudem wurden die von Familienangehörigen verschickten Lebensmittelpakete oft nicht an die Insassen weitergegeben. Stattdessen wurden bis zu 12.000 Pakete von den Lagerbehörden gehortet, sodass die Häftlinge erst ab November 1942 die ersten Pakete ihrer Verwandten erhielten, wobei die Lebensmittel zu diesem Zeitpunkt meist verdorben waren und die tatsächlichen Rationen für die Insassen sich nur noch auf etwa 80 Gramm Brot pro Tag beliefen. Infolgedessen verloren selbst die jüngsten und kräftigsten Menschen rasch die Hälfte ihres Körpergewichts.
Erst als die Sterblichkeitsrate ein untragbares Ausmaß erreichte, untersuchte die Zentralstelle der 2. italienischen Armee in Zusammenarbeit mit dem italienischen Landwirtschaftsministerium Möglichkeiten zur Verbesserung der Lebensbedingungen der Gefangenen. Ab dem 20. November 1942 kam es bei der Mangelernährung zu notdürftigen Verbesserungen: Alle arbeitenden Internierten sollten die höchstmögliche Essensration erhalten und die übrigen eine mittlere Ration. Dennoch stellte ein italienischer Inspektor im Dezember 1942 fest, dass die Internierten ausgemergelt waren. Der italienische Hauptmann (capitano) Giovanni de Filippis beschrieb in einem Bericht vom Januar 1943 die Zustände im Lager als „fast barbarisch“, und in einem Bericht des Roten Kreuzes vom 22. März 1943 hieß es: „Dieses Lager kann man als den ‚Friedhof der Lebenden‘ bezeichnen […] Es sterben täglich 40–60 Menschen. Der Hunger ist groß.“ Die Lagerärzte von Rab notierten bei Lagertoten fast jedes Mal „Herzattacke“ als Todesursache, obwohl der tatsächliche Grund überwiegend Unterernährung war.
Die Ärzte des Krankenhauses in der Stadt Treviso, in das später Häftlinge aus Rab mit geringer Überlebenschance eingeliefert wurden, waren schockiert über den schweren Zustand der Unterernährung. Professor Menenio Bortolozzi, damals Chefarzt für Anatomie und Pathologie, berichtete über die Zeit, als die Hälfte der 600 Betten des Krankenhauses mit Internierten belegt waren. Er erklärte:
„Als sich ihr Zustand verschlimmerte, wurden sie aus dem Lager ins Krankenhaus gebracht, aber es war zu spät. Wir konnten nur einige wenige retten. Einjährige Kinder, erst wenige Monate alte Babies, ältere Männer, darunter ein 92-Jähriger, starben. Sie alle starben an Hunger […].“

### Hygiene und medizinische Versorgung
Im Lager gab es kein Wasser für die Körperhygiene, daher konnten die Gefangenen ihre Kleidung und sich selbst nur bei Regen waschen. Die von der Lagerverwaltung bereitgestellten Toiletten bestanden praktisch nur aus Löchern im Boden. Wenn diese voll waren, wurden sie mit Erde bedeckt. Bei stärkerem Regen wurde das Lager jedoch regelmäßig mit Exkrementen überschwemmt, sodass die gesamte Anlage in eine riesige Kloake verwandelt wurde, die ideale Bedingungen für die Verbreitung von Krankheiten bot. Keime forderten das Leben der ohnehin schon geschwächten Gefangenen. Diese Zustände führten zu endemischen Krankheitsausbrüchen. Zudem war das Lager bereits im September 1942 stark überbelegt. Die Hotels in der benachbarten Hafenstadt Arbe (Rab) dienten als provisorische Krankenhäuser, was allerdings nichts an den allgemein schlechten Bedingungen auf der Insel änderte. Besonders schwangere Frauen litten unter den hygienischen Verhältnissen und erlitten häufig Totgeburten. Professor Menenio Bortolozzi, der im Krankenhaus von Treviso etwa 30 Obduktionen an ausgemergelten, geschwollenen Leichen der Internierten durchführte, bezeichnete diese ohne zu zögern als „identisch mit denen in Buchenwald“. Fast alle Verstorbenen waren an Tuberkulose erkrankt, die sie sich höchstwahrscheinlich in den Zelten von Rab zugezogen hatten, dem Lager, aus dem die Internierten mit dem schlechtesten Gesundheitszustand kamen.

### Repression gegen Slowenen
Ab Ende 1941 begann die italienische Armee die slawische Bevölkerung aus den ländlichen Partisanengebieten zu deportieren und die Intellektuellen in den Städten zu inhaftieren. Gleichzeitig führte die italienische Regierung unter Mussolini eine Bevölkerungspolitik durch, die man heute ethnische Säuberung nennen würde. Dadurch wurden allein aus der Provinz Ljubljana 30.000 Menschen (10 % der Bevölkerung) interniert. Zwei der größten Lager waren das KZ Rab und das KZ Gonars. Die Inhaftierten wurden nicht als Kriegsgefangene, sondern als Geiseln behandelt, die man zur Unterdrückung der Partisanentätigkeit verwendete. Da viele Internierte im Rahmen der Partisanenbekämpfung während der Erntearbeiten im Sommer auf den Feldern verhaftet worden waren, trugen sie nur leichte Kleidung, die für den rauen Winter ungeeignet war.

## Lager für Juden (Lager II)
Ab Mai 1943 wurden die internierten Juden in sämtlichen vom italienischen Militär besetzten Gebieten Jugoslawiens nach Rab gebracht, wo sie eine bessere Behandlung erfuhren als die Häftlinge slawischer Herkunft. Tatsächlich wurden die jugoslawischen Juden sogar durch die Internierung auf der Insel vor dem gezielten Zugriff der deutschen und kroatischen Verfolger geschützt, die sie aufgrund einer Vereinbarung zwischen dem deutschen NS-Staat und dem kroatischen Ustascha-Staat vom Juli 1942 gemeinsam jagten. Der jüdische Intellektuelle Jaša Romano (1908–1986), der die erste Monographie über die Verfolgung der Juden Jugoslawiens schrieb, urteilte: „Dank der Maßnahmen, die Internierte selbst zur Verbesserung der Lebensqualität unternommen haben, sowie des toleranten Umgangs des italienischen Lagerkommandos, war das Leben auf Rab relativ erträglich.“ Diese Einschätzung Romanos wird auch in neueren Forschungsarbeiten geteilt.
Tatsächlich wurden nach dem Abschluss aller „Judentransporte“ folgende Befehle ausgegeben:
„Die Unterbringung der Juden soll graduell verbessert werden. […] Eine gewisse Toleranz an gemeinsamen Veranstaltungen und Tätigkeiten soll gewährleistet werden. […] Es sollen neben den normalen Rationen auch weitere Versorgungsmöglichkeiten geschaffen werden. […] Es sollen Volks- und Mittelschulen organisiert werden. […] Eine Bibliothek soll eingerichtet werden. […] Lokale für den Barbier, Schneider, Schreiner etc. sollen zur Verfügung gestellt werden […].“
Innerhalb des jüdischen Lagers wurden zwei Bereiche geschaffen, die mit Stacheldraht voneinander getrennt waren: In dem Teil mit gemauerten Unterkünften wurden die Internierten aus den Dubrovnik-Lagern untergebracht, im Teil mit Holzbaracken die Internierten aus dem Konzentrationslager Porto Re sowie von den Inseln Brač und Hvar. Auch für Juden waren die Lebensbedingungen auf Rab deutlich schlechter als in den vorherigen Lagern. Die Bewachung war strenger und die Internierten waren deutlich mehr von der Außenwelt abgeschnitten. Die Lagerverwaltung, die Aufrechterhaltung der Ordnung sowie die Essenszubereitung wurde jedoch den Häftlingen selbst überlassen. Dafür wählten sie eine eigene Leitung, welche wiederum verschiedene Beratungsgruppen gründete, die sich um die Verbesserung der hygienischen Verhältnisse oder des Essens kümmerten. Doch die Essensrationen reichten trotzdem nicht aus. Durch Arbeit konnten die Internierten diese ein wenig aufbessern: Einige internierte Frauen nähten Uniformen, andere arbeiteten in Krankenhäusern.

### Schicksal der Juden
Um Juden vor dem Zugriff und der Auslieferung an Deutschland oder den Unabhängigen Staat Kroatien zu bewahren, internierte die italienische Armee mit Befehl vom Oktober 1942 etwa 3000 Juden im italienisch besetzten Jugoslawien, wobei zunächst 1160 Juden ins Konzentrationslager Kraljevica gelangten. General Mario Roatta besuchte Ende November das Lager Kraljevica und sagte den Internierten den Schutz des italienischen Heeres zu. Sämtliche internierten Juden wurden ab dem 19. Juni 1943 vor dem Hintergrund der sich abzeichnenden Niederlage Italiens aus Sicherheitsgründen in das Konzentrationslager Rab verlegt. Dort wollte der Lagerkommandant ihre Vorzugsbehandlung im Vergleich zu den „zur Repression“ gefangen gehaltenen Slowenen in Grenzen halten, um Unruhe zu vermeiden. Die Sterblichkeit unter den internierten Juden blieb vermutlich nur deshalb gering, weil ihre Internierung auf Rab nur zwei Sommermonate dauerte. Im September 1943 nach dem Waffenstillstand von Cassibile und der Selbstbefreiung der Gefangenen schlossen sich die Juden überwiegend den Titopartisanen an. Eine kleinere Gruppe, die nicht nach Jugoslawien zurückkehren wollte, konnte mit Hilfe einheimischer Fischer die von England besetzte Insel Vis erreichen. 204 Alte, Frauen und Kinder, die auf Rab blieben, wurden von Gestapo und SS über die Risiera di San Sabba in Triest nach Auschwitz deportiert.

## Widerstand und Befreiung des Lagers
Die deutsche Niederlage in der Schlacht um Stalingrad Anfang 1943 löste einen massiven Wandel in der politischen Stimmung der Rab-Häftlinge aus. Bereits am 5. Januar 1943 bildeten sie ein Exekutivkomitee der slowenischen Befreiungsfront (OF) als ihre zentrale Führung und wählten Jože Jurančič zu deren Sekretär. Bis April 1943 zählte die illegale Organisation der Befreiungsfront im Lager I bereits über 400 Mitglieder. Neben Slowenen gehörten der Befreiungsfront auch kroatische und jüdische Häftlinge an, der gemeinsame italienische Feind schweißte die auch innerhalb ihrer eigenen ethnischen Gemeinschaften sehr heterogenen Häftlingsgruppen zusammen. Obwohl das Lager I für Slawen und das Lager II für Juden durch Stacheldraht voneinander getrennt waren, gelang es den dortigen Ablegern der Kommunistischen Partei Jugoslawiens eine Verbindung untereinander herzustellen.
Im Konzentrationslager Rab war auch eine KPJ-Organisation aktiv, die nach dem 8. September 1943 die Selbstbefreiung der Häftlinge organisierte. Nachdem sie den italienischen Wachmannschaften die Waffen in Rab abgenommen hatten, entwaffneten die Häftlinge von Rab am 13. September 1943 auch die italienische Besatzung der Insel Cres. Mit dem Beginn der deutschen Offensive verteilten sich die bewaffneten Häftlinge auf verschiedene Partisaneneinheiten.
Am 10. September 1943 übernahm die Befreiungsfront unter Jože Jurančič schließlich, infolge einer Versammlung der slowenischen, kroatischen und jüdischen Häftlinge, die Kontrolle über das Lager und beschloss die Schaffung einer bewaffneten, auf freiwilliger Basis zu mobilisierenden Einheit, die Brigadenstärke besitzen sollte. Zum Kommandanten der Rab-Brigade wurde Franc Potočnik genannt, Jože Jurančič wurde deren Politischer Kommissar.
Der Lagerkommandant von Rab, Oberstleutnant Vincenzo Cuiuli, wurde von den Partisanen festgenommen. Über seinen Tod gibt es zwei unterschiedliche Versionen. Entweder sei er von einem Standgericht slowenischer Partisanen zum Tod verurteilt worden und habe sich bei der Überfahrt nach Crikvenica die Pulsadern aufgeschnitten. Italienische Quellen besagen hingegen, Cuiuli sei von Partisanen nach seiner Gefangennahme gefoltert und zwischen dem 10. und 12. September erschossen worden.

## Rezeption

### Anzahl der Häftlinge
In Bezug auf die Gesamtzahl der Lagerhäftlinge unterscheiden sich die Angaben in den Quellen erheblich, und schwanken meist zwischen 10.500 und 15.000 Häftlingen. Als zuverlässigste Minimalangabe gelten die Zahlen, die Carlo Spartaco Capogreco (2004) im Standardwerk der italienischen Forschung nennt. Sie basieren auf den zeitgenössischen Angaben der Carabinieri-Korps, die für die Transporte von und zur Insel zuständig waren. Aus ihren Aufzeichnungen geht hervor, dass 27 Konvois mit 7541 Zwangsinternierten auf der Insel ankamen. Zwei Drittel von ihnen waren slowenische Zivilisten, die übrigen waren Kroaten. Hinzu kommen die 2661 bzw. 2761 jüdischen Insassen oder Flüchtlinge aus dem italienisch besetzten Kroatien, die im Frühjahr 1943 aus „Vorsichts-“ und „Schutzgründen“ in Arbe interniert wurden. Während des knappen Jahres, in dem das Lager in Betrieb war, wurden also mehr als 10.000 Zivilisten interniert: Männer, Frauen, Kinder und oft ganze Familien. Insofern gilt die Zahl von rund 10.500 Insassen als die italienische Minimalangabe zu Rab.
|           | Juli 1942 | August 1942 | 1. Dezember 1942 | 29. Dezember 1942 | Februar 1943 | April 1943 | Juni 1943 | Juli 1943 |
| Gefangene | 198       | 2532        | 6577             | 5562              | 2853         | 2628       | 2232      | 3296      |

Eine weitere italienische Minimalangabe, welche die meisten Historiker jedoch als zu niedrig angesetzt betrachten, stellen die Berichte über die Transporte nach Rab dar, die vom Kommandanten der Carabinieri in Sušak, Luigi Bruchietti, unterzeichnet wurden. Diese wurden auch vom Militärhistorischen Institut Belgrad veröffentlicht. Insgesamt werden 9537 Personen genannt: 4958 Männer, 1296 Frauen und 1039 Kinder – insgesamt 7293 Personen aus den Provinzen Lubiana (Ljubljana) und Fiume (Rijeka), sowie 1097 jüdische Männer, 930 jüdische Frauen und 287 jüdische Kinder. Die Berichte beziehen sich auf den Zeitraum vom 27. Juli 1942 bis zum 22. Juli 1943 und berücksichtigen dreißig Transporte, wobei offenbar nicht alle Transporte erfasst wurden.
Von vielen Historikern werden jedoch unter Berufung auf italienische Verantwortliche des Lagers auch höhere Häftlingszahlen genannt als die Minimalzahl von 10.500 Menschen. So erklärte General Mario Roatta schon am 16. Dezember 1942, also noch vor der Ankunft der jüdischen Häftlinge, in einem umfangreichen Bericht gegenüber dem Vatikan, dass die Höchstzahl der slawischen Häftlinge bis zu diesem Zeitpunkt bereits 10.552 betragen würde. Je nachdem, ob zu dieser Zahl die 2661 bzw. 2761 laut italienischen Angaben oder die 3600 Juden laut den Angaben von Jaša Romano hinzugerechnet werden, erhöht sich die Gesamtzahl der Häftlinge damit auf rund 13.000 bis 14.000 Häftlinge. Diese Zahl wurde auch vom italienischen Offizier Mario Gaspini bei seiner Zeugenaussage nach Kriegsende am 1. Juni 1945 genannt, bei der er angab, dass rund 13.000 Häftlinge das Lager durchlaufen hätten. Die jugoslawische Staatskommission zur Ermittlung von Kriegsverbrechen (DKZ) ging nach 1945 ebenfalls von insgesamt 13.000 Häftlingen auf Rab aus. Die Staatskommission Sloweniens nannte 14.000 Häftlinge. Einige jugoslawische Historiker nannten nach dem Krieg auch eine Gesamtzahl von 15.000 Insassen. Das Internationale Rote Kreuz (IKRK) nennt in einem Bericht vom 10. Dezember 1942 sogar eine Gesamtzahl von 21.000 Häftlingen.
Diese Zahlenvariationen finden sich insofern auch in der Fachliteratur: Paul Mojzes (2011) geht von 13.000 Slowenen und Kroaten sowie 2650 Juden aus, die insgesamt auf Rab interniert wurden, Aram Mattioli (2006) und Ivan Kovačić (1998, 2016) gehen von insgesamt 15.000 Insassen auf Rab aus. Michael R. Marrus (1985) gibt für das Konzentrationslager Rab die Gesamtzahl von 15.000 bis 20.000 Insassen an. Milan Ristović (2001) nennt 13.000–15.000 Häftlinge, von denen 3500 Juden waren. Pertti Ahonen et al. (2008) gehen von 10.000 Häftlingen aus, von denen mindestens ein Zehntel gestorben ist. Der französische Historiker Jean-Arnault Deren (2024) geht von ursprünglich 10.000–15.000 Häftlingen auf Rab aus, die bis Dezember 1942 auf den Maximalwert von 21.000 Häftlinge anstiegen.

### Opferzahlen

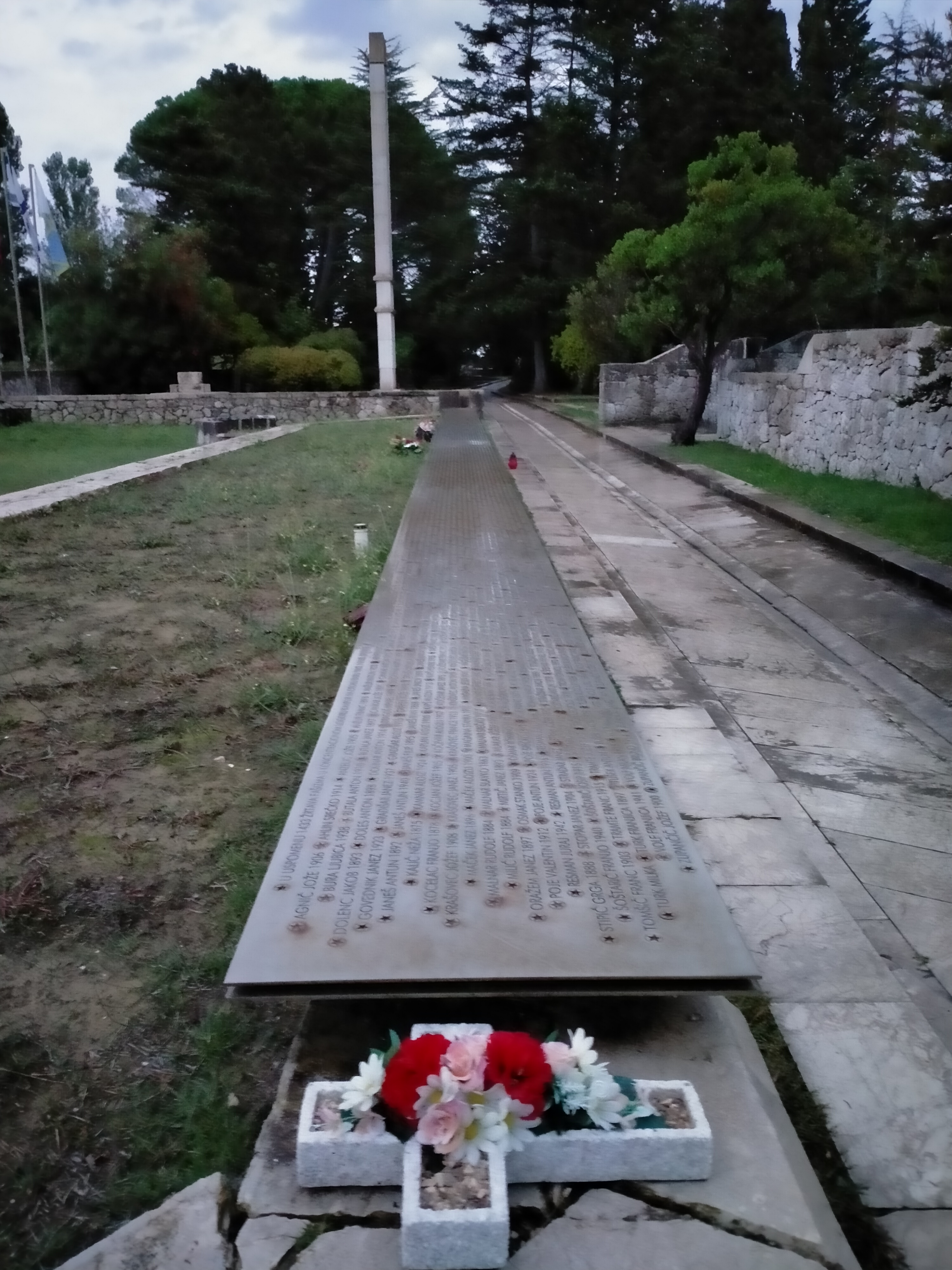
Steintafel mit den Namen von 1490 identifizierten Todesopfern (Stand 2013) von Rab auf dem Gedenkfriedhof Kampor (2022)

Ähnlich kompliziert wie die Frage nach der der Gesamtzahl der Insassen gestaltet sich auch die Frage nach der exakten Gesamtzahl der Todesopfer auf Rab. Ein erster Grund dafür liegt darin, dass der Forschung mehrere Totenlisten mit unterschiedlichen Angaben vorliegen. So verweist etwa der zeitgenössische Chronist und Mönch des nicht weit vom Lager entfernten Klosters St. Euphemia, Pater Odorik Badurina, auf „offizielle italienische Aufzeichnungen, die den Tod von 1267 Internierten belegen“. Im Gegensatz dazu nennen die übrigen erhaltenen Aufzeichnungen niedrigere Opferzahlen: laut einer Liste des italienischen Staates waren von September 1942 bis Frühjahr 1943 insgesamt 928 Menschen auf Rab interniert. Eine weitere Liste erreichte das Büro des Oberbürgermeisters in Rab Ende 1943; nach den Aussagen des Klosterchronisten wurde sie kurz nach der Kapitulation Italiens geschrieben – mit hoher Wahrscheinlichkeit von einem Slowenen, der im Büro des Lagers beschäftigt war. Die Liste enthält 967 Namen, die in alphabetischer Reihenfolge aufgeführt sind, sie ist jedoch offensichtlich unvollständig, da einige namentlich identifizierten Opfer darin fehlen. Eine weitere Liste, die von der Diözese Krk aufbewahrt wird, sowie zwei Listen im slowenischen Staatsarchiv führen über 1000 Tote an. Allein anhand der erhaltenen Todeslisten gilt somit eine Opferzahl von über 1000 Toten nach aktuellem Forschungsstand als gesichert.

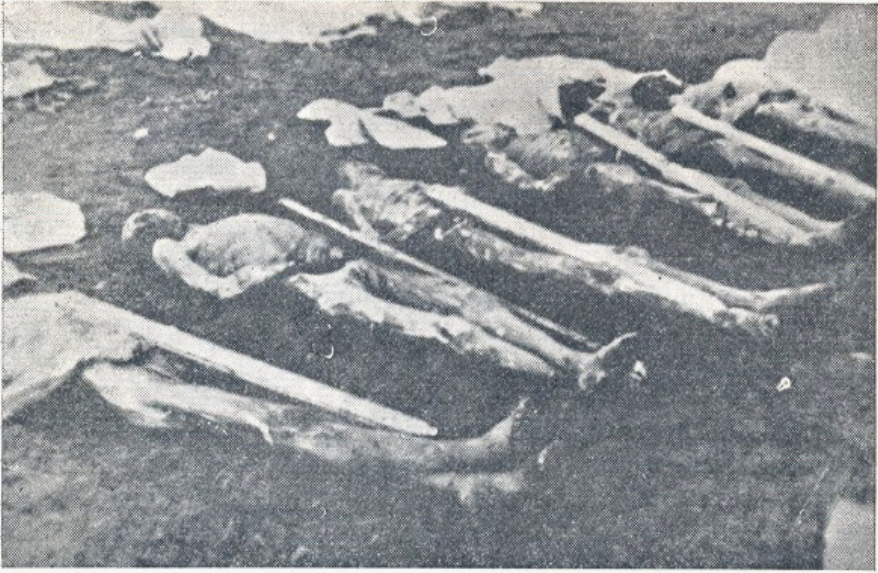
Exhumierte Tote des Konzentrationslagers Rab

Ein weiterer Fakt, der die Ausforschung der exakten Todeszahlen erschwert, ist, dass die italienische Lagerleitung von Rab in vielen Fällen auf dem Lagerfriedhof mehrere Menschen unter einem Namen beerdigen ließ. Jene 1079 Menschen, die auf dem Friedhof bisher (Stand 2017) namentlich ausfindig gemacht werden konnten, sind somit als Gesamtopferzahl ebenfalls zu niedrig angesetzt. Der dritte Grund für die unsicheren Zahlen liegt schließlich in der Tatsache, dass laut Historikern auch jene Menschen zu den Opfern von Rab gezählt werden müssen, deren Todesursache zwar aus den harten Haftbedingungen auf Rab resultiert, die jedoch während des Transfers in andere Lager oder erst dort an den Folgen ihrer Rab-Lagerhaft verstorben sind.
Für das „Slawenlager“ auf Rab gilt in der gegenwärtigen Forschung eine Todesrate von 19 Prozent als gesicherte Minimalangabe. Diese basiert einerseits auf den zeitgenössischen italienischen Angaben zur Gesamtzahl der slawischen Häftlinge (7541 Menschen), und andererseits auf der Gesamtzahl der unter diesen zu beklagenden Todesopfer, die der slowenische Historiker Tone Ferenc (2001) bisher namentlich identifiziert hat (1435 Menschen). Beide Zahlen werden auch im italienischen Standardwerk zur Geschichte der Konzentrationslager des faschistischen Italien von Carlo Spartaco Capogreco (2004) genannt, sowie von der Enzyklopädie des United States Holocaust Memorial Museum (2018) und zahlreichen weiteren Historikern wie Amedeo Osti Guerazzi und Constantino di Sante (2005), Filippo Focardi (2005) oder Sanela Schmid (2020). Etwas höhere, aber ähnliche Angaben über die bisher namentlich identifizierten Opfer machen der slowenische Historiker Herman Janež (2008) und der kroatische Historiker Ivan Kovačić (1998, 2016) mit 1477 Toten. Diese Zahl wird auch vom Forschungsprojekt campifascisti.it auf seiner Webseite angegeben und wurde im Jahr 2003 und 2008 auch bei der Steintafel mit den namentlich identifizierten Toten im Gedenkfriedhof Kampor angegeben, bis im Jahr 2013 durch die Aufnahme von 13 weiteren Namen die Gesamtzahl auf 1490 Tote aktualisiert wurde. Schließlich gibt Rolf Wörsdorfer (2004) die Zahl von 1506 namentlich identifizierten Toten an. Unter Historikern findet sich insofern auch die gerundete Angabe von „mindestens 1500 Menschen“, die im Konzentrationslager Rab in knapp über einem Jahr ums Leben gekommen sind,
was bezogen auf minimale Häftlingszahl des „Slawenlagers“ eine gerundete Sterberate von 20 Prozent bedeutet. Daher geht die Forschung bezogen auf das gesamte Konzentrationslager Rab (also inklusive der jüdischen Häftlinge) ausgehend von einer Häftlingszahl von 10.000 bis 15.000 von einer Mortalitätsrate von mindestens 10 Prozent aus.
Gleichzeitig stimmen insbesondere slowenische und kroatische Historiker, aber auch andere Experten aus der Forschung in der Annahme überein, dass die tatsächliche Gesamtzahl der Opfer deutlich höher liegt als die Mindestanzahl der namentlich identifizierten Toten. In einem zeitgenössischen Bericht erklärte der Bischof von Krk, Josip Srebrnić, während seinem Aufenthalt im Vatikan am 5. August 1943:
„In Arbe, auf dem Gebiet meiner Diözese, wo Anfang Juli 1942 ein Internierungslager unter den schlimmsten vorstellbaren Bedingungen eröffnet wurde, sind nach den vorhandenen Aufzeichnungen bis zum April dieses Jahres mehr als 1200 Internierte umgekommen. Augenzeugen, die bei den Beerdigungen geholfen haben, berichten jedoch mit Sicherheit, dass die Zahl der Toten in dieser Zeit mindestens 3500, wahrscheinlich aber 4500 und mehr beträgt […].“
Die jugoslawische Staatskommission DKZ, die für die Untersuchung von Kriegsverbrechen der deutschen und italienischen Besatzungsmacht zuständig war, bezifferte nach dem Zweiten Weltkrieg die Zahl der im Konzentrationslager Rab verstorbenen Menschen auf 4641 Personen. Der italienische Historiker Giuseppe Piemontese (1946) legte bereits kurz nach Kriegsende eine Studie über die Besatzungspolitik Italiens in der Provinz Lubiana vor, in welcher er beträchtliche Teile des in Jugoslawien gegen italienische Kriegsverbrecher zusammengetragenen Materials berücksichtigte. Dabei sprach Piemontese von „über 4700“ Menschen, die „an Erschöpfung starben oder vom Kommandanten, Oberstleutnant Cuiuli, mit voller Absicht zu Tode gebracht wurden“. In zwei Zeitungsartikeln jugoslawischer Emigranten kursierte die Zahl von 4842 Toten auf Rab, und schließlich sprach der Kommandeur der Rab-Brigade und langjährige Leiter des Gedenkfriedhofs auf Rab, Franc Potočnik, wiederholt von 5000 Toten im Konzentrationslager.
Diese höheren Angaben bzw. Maximalangaben werden weiterhin von Historikern und in anderweitigen Publikationen aufgegriffen. So hält Aram Mattioli (2006) in einem Aufsatz für die Die Zeit über die italienische Besatzungspolitik in Jugoslawien „sogar 3000“ slawische Todesopfer auf Rab für möglich, die an den erlittenen Entbehrungen starben. Rolf Wörsdorfer (2004) nennt insgesamt „3000, vielleicht sogar 4500 Personen“, die in dem Lager umgekommen sind. Paul Mojzes (2011) nennt in seiner Monographie über die Geschichte von Genoziden und Ethnischen Säuberungen auf dem Balkan die Zahl von 4400 Umgekommnen auf Rab. Im Dokumentarfilm Fascist Legacy (1989) wird vom kroatischen Historiker Ivan Kovačić ebenfalls die Zahl der jugoslawischen Staatskommission (DKZ) von 4641 Toten für die wahrscheinlichere gehalten. Karlo Ruzicic-Kessler (2017) geht mit Bezug auf die Arbeit des kroatischen Historikers Mladen Grgurić (2005) von insgesamt rund 5000 Toten aus, und fügt an, dass die „beinahe 50 Prozent der durchschnittlichen Gesamtzahl an Internierten ausmacht“.
Die Homepage des Gedenkfriedhofs Kampor gibt aktuell die Gesamtzahl von rund 2000 Toten an.

### Vergleiche mit nationalsozialistischen Konzentrationslagern

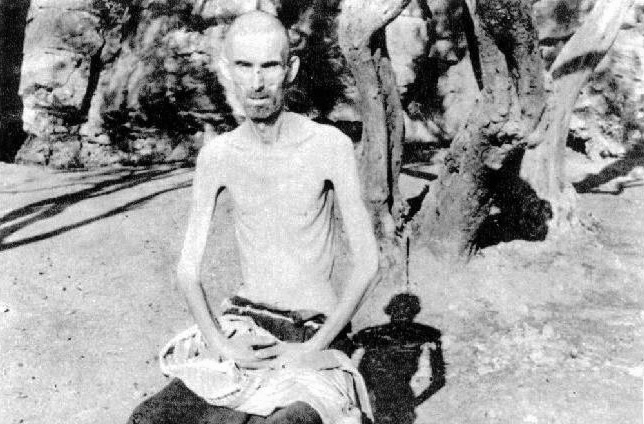
Janez Mihelčič (1885–1943), ein slowenischer Insasse von Rab, auf einem Lagerfoto von 1942. Der stark abgemagerte Mihelčič verstarb am 4. Februar 1943 in Lagerhaft. Italienische Historiker gaben das Foto in den 1960er Jahren fälschlicherweise als ein Bild aus dem deutschen Vernichtungslager Auschwitz-Birkenau aus, das einen Häftling „nach der Befreiung“ zeige.

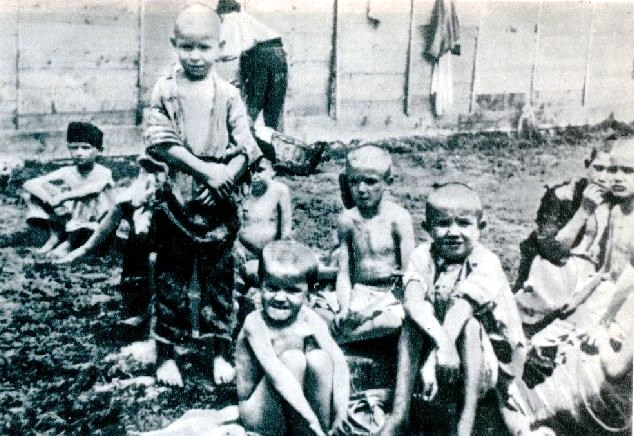
Jugoslawische Kinderhäftlinge im Konzentrationslager Rab (1942). Das Foto wurde von italienischen Historikern in den 1960er Jahren fälschlicherweise mit der Bildbeschreibung „Kinder von Auschwitz“ veröffentlicht. Von insgesamt rund 1000 Kindern (unter 16 Jahren) auf Rab verstarben bis Ende November 1942 mindestens 104 in Lagerhaft. Die meisten von ihnen waren unter zwei Jahren alt.

Historiker stimmen darin überein, dass das Konzentrationslager Rab das größte und „für Slawen“ das berüchtigste und brutalste Lager war, dass das faschistische Italien auf dem Boden des von den Achsenmächten besetzten Jugoslawiens betrieben hat. Der physische Zustand der slawischen Lagerinsassen machte auf den erhaltenen zeitgenössischen Fotos einen derart entsetzlichen Eindruck, dass diese Bilder nach dem Zweiten Weltkrieg wiederholt mit Fotos aus den nationalsozialistischen Vernichtungslagern in Osteuropa verwechselt und vermischt wurden.
Tatsächlich wird Rab aufgrund der hohen Sterblichkeitsrate von einigen Historikern (vor allem jugoslawischen, aber auch anderen) als Vernichtungslager eingeordnet, und sogar mit den von NS-Deutschland betriebenen Todeslagern verglichen. Der Wiener Historiker Karlo Ruzicic-Kessler (2017) etwa, der ausgehend von der höchstmöglichen Opferzahl (5000 Tote) eine maximale Todesrate von knapp 50 Prozent der durchschnittlich inhaftierten Häftlinge annimmt, sieht die harten Lebensbedingungen als Beleg für eine Tötungsabsicht der italienischen Besatzungsmacht an und merkt an: „Zwar gab es in keinem italienischen Konzentrationslager Gaskammern zur gezielten Vernichtung von Gefangenen, aber das Endziel der italienischen Politik gegenüber den südslawischen Internierten scheint klar gewesen zu sein.“ Der französische Historiker Jean-Arnault Deren (2024) spricht bezogen auf die Lagersituation auf Rab von „Bedingungen, die jenen in einem Vernichtungslager ähnelten“.
In der Fachwelt wird Rab jedoch von den meisten Historikern gegenwärtig nicht als Vernichtungslager betrachtet. Als Argumente gegen eine Klassifizierung als Vernichtungslager führen Forscher vor allem zwei Punkte an:
1. Die Tatsache, dass die Insassen von Rab nur im Einzelfall gezielt umgebracht wurden. Die Opfer der faschistischen Zivilinternierung waren keiner gezielten Erschöpfung durch Ausbeutung ihrer Sklavenarbeit ausgesetzt, sondern starben überwiegend an den Entbehrungen des Winters, an Krankheiten und schlechter Ernährung.[112]
2. Eine gezielte generelle Tötungsabsicht der Italiener auf Rab gilt nach bisherigem Forschungsstand auch gegenüber den slawischen Häftlingen als nicht nachgewiesen.[113] Zwar erklärte der junge Generalsekretär der faschistischen Partei, Aldo Vidussoni, am 5. Januar 1942 gegenüber Außenminister Galeazzo Ciano die Absicht, alle eine Million Slowenen im gesamten italienischen Herrschaftsbereich umbringen zu wollen. Diese radikalen Pläne wurden von Ciano jedoch nicht unterstützt und niemals umgesetzt,[114] sodass Tobias Hof (2016) betont, dass eine „italienische Version des Kommissarbefehls oder des Generalplans Ost“ bisher von Historikern nicht gefunden wurde.[115]

Die Schwächung der internierten Menschen war zwar von der faschistischen Besatzungsmacht durchaus beabsichtigt. So erklärte der italienische General Gastone Gambara, verantwortlich für das XI. Armeekorps in Slowenien, am 17. Dezember 1942 auf die scharfe Kritik an der Mangelernährung auf Rab durch das jugoslawische Rote Kreuz: „Es ist logisch und angemessen, dass ein Konzentrationslager kein Verfettungslager meint. Krankes Individuum = ruhiges Individuum.“ Carlo Spartago Capogreco (2004) interpretiert diese Äußerung wie folgt: „Der Hunger, unter dem die Internierten litten, und die unvermeidlichen Krankheiten, die er verursachte, waren, auch wenn sie nicht unbedingt von den Italienern geplant waren, dennoch ein mächtiger Verbündeter bei der Kontrolle von Tausenden von Menschen, die in den Lagern gefangen gehalten wurden.“ Auch die Historikerin Sanela Schmid (2020) weist darauf hin, dass die italienische Lagerleitung sich sehr wohl immer wieder bemühte, zumindest den katastrophalsten Bedingungen entgegenzuwirken, etwa durch die Organisation von Kleidung oder höheren Essensrationen im Winter 1942/43. Die Ursache für die trotzdem sehr hohen Sterberaten auf Rab erklärt Schmid wie folgt: „Doch auch wenn die physische Vernichtung der Insassen nicht gewollt war, hatte die 2. Armee durch die Internierung die Verantwortung für diese Menschen übernommen, der sie nicht gerecht wurde. Letztlich wurden sie Opfer der faschistischen Selbstüberschätzung gepaart mit der Geringschätzung für das Leben und Überleben der Internierten.“
Doch auch wenn Rab allgemein als nicht vergleichbar mit den NS-Vernichtungslagern wie Auschwitz-Birkenau oder Treblinka gilt, so wird das italienische Lager von Historikern dennoch zu den „schlimmsten Konzentrationslagern der Welt“ (Božidar Jezernik) gezählt. Dies wird insbesondere auf die dortige Sterblichkeitsrate der Internierten und im Verhältnis zu seiner vergleichsweise kurzen Betriebsdauer von 13 Monaten bezogen. Außerdem wird das „Slawenlager“ mit seiner minimalen Todesrate von rund 20 Prozent von zahlreichen Historikern dem nationalsozialistischen KZ Buchenwald gegenübergestellt. Dabei wird ausgehend von Capogrecos Forschungsarbeiten meist angeführt, dass die Sterberate auf Rab – zumindest zeitweise – sogar höher gelegen habe als jene in Buchenwald. Für das KZ Buchenwald geht man nach aktuellem Forschungsstand von mindestens 277.800 Häftlingen aus, von welchen mindestens 56.000 umgekommen sind, was einer Todesrate von 20,2 Prozent entspricht. Der italienische Historiker Gianluca Falanga (2008) zieht ein ähnliches Fazit auch im Vergleich zwischen Rab und dem deutschen KZ Dachau. Von der neueren Forschung wird Rab insofern als ein Beweis dafür angeführt, dass die früher oft angenommene grundsätzliche Trennlinie zwischen italienischem und deutschem Lagersystem in Frage zu stellen ist, und das während des Zweiten Weltkrieges die italienischen Konzentrationslager auf dem Balkan durchaus „das gleiche Niveau“ (Mark Mazower) erreichen konnten wie manche deutsche Konzentrationslager.

### Einfluss des faschistischen Kolonialismus in Afrika
Historiker, die sich detailliert mit der Geschichte der italienischen Konzentrationslager beschäftigen, betonen eine starke Beeinflussung der italienischen Besatzungspolitik in Jugoslawien während des Zweiten Weltkrieges durch die vorausgegangene Kolonialpolitik des faschistischen Italien auf dem afrikanischen Kontinent. Als „Referenzmodell“ für die italienischen „Slawenlager“ zwischen 1942 und 1943 dienten nicht die Konzentrationslager der Nationalsozialisten in Deutschland, sondern die eigenen Konzentrationslager aus der kolonialen Tradition des italienischen Faschismus in Nord- und Ostafrika. Diese Lager folgten einer „eigenständigen Logik“ und entwickelten sich „unabhängig vom und zeitlich vor dem nationalsozialistischen Lagersystem“ (Roman Herzog). Dieses koloniale Lagersystem wird als Bestandteil einer „andersartigen Vernichtungspolitik“ des faschistischen Italiens betrachtet, welche in Libyen und Äthiopien genozidialen Charakter trug, die aber nicht das Ergebnis eines systematischen Plans zur Vernichtung der feindlichen Bevölkerung war. Stattdessen erfolgte sie in den einzelnen italienischen Konzentrationslagern als „De-facto-Politik“ und unterschied sich damit grundsätzlich von der industriell geplanten Vernichtungspolitik der Nationalsozialisten während der Schoa oder des Porajmos.

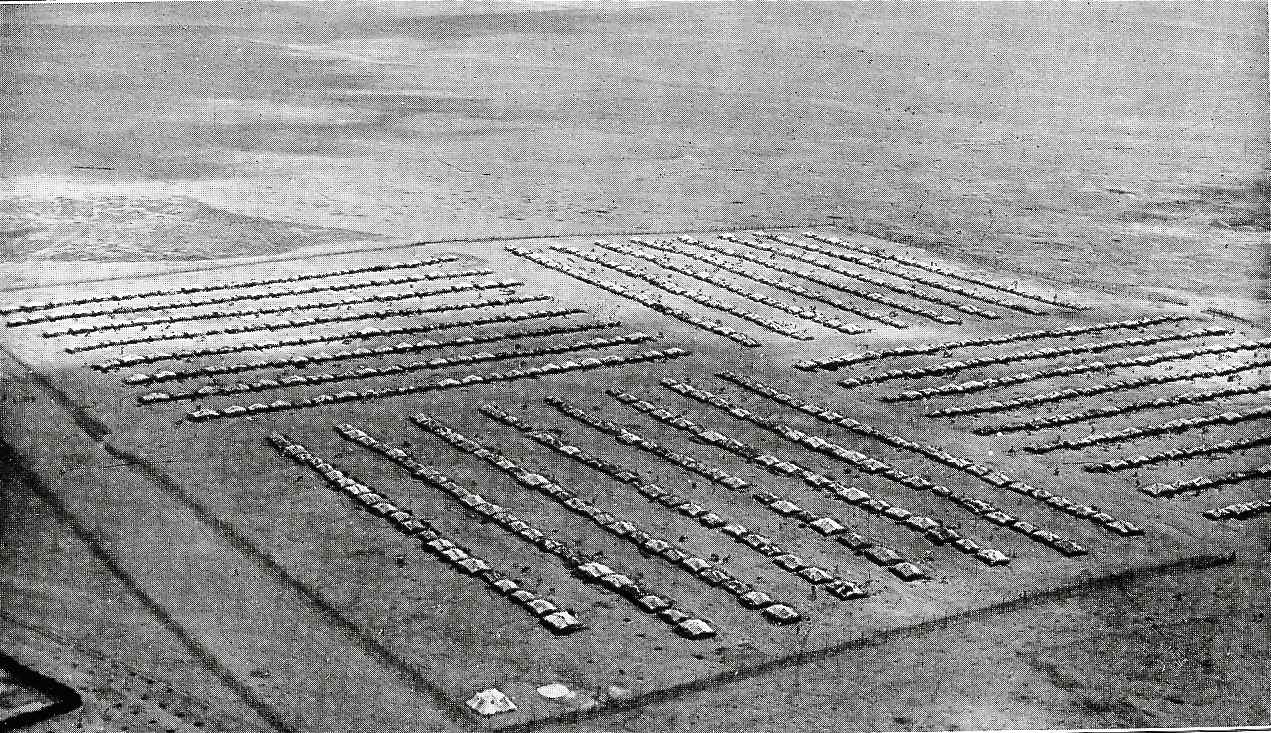
Luftansicht auf das Konzentrationslager el-Abiar, betrieben vom faschistischen Italien während des Genozids in der Kyrenaika (1930–1934).

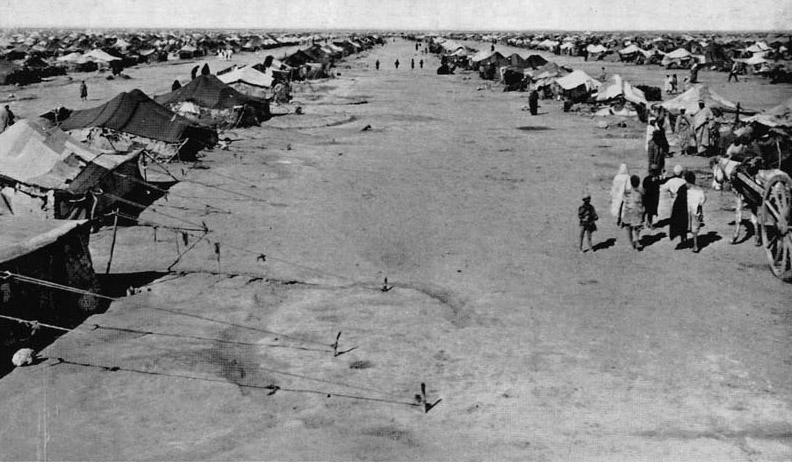
Innenansicht aus dem Konzentrationslager Soluch, einem der fünf großen italienischen Lager während des Genozids in der Kyrenaika (1930–1934)

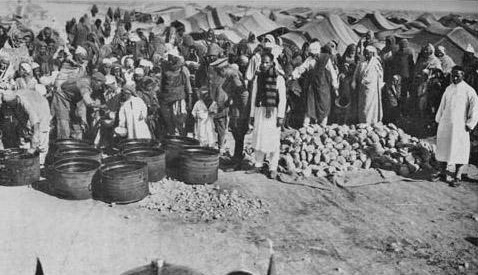
Essensrationen für arabische Häftlinge des italienischen Konzentrationslager el-Magrun, einem der fünf großen Lager während des Genozids in der Kyrenaika (1930–1934)

Erstmals zum Einsatz kam dieser koloniale Typ von faschistischen Konzentrationslagern zwischen 1930 und 1934 während des italienischen Genozids in der Kyrenaika im heutigen Libyen. Um die Versorgung der arabischen Widerstandskämpfer durch die örtliche Bevölkerung in der italienischen Kolonie zu brechen, rechtfertigte der militärisch zuständigen Marschall Pietro Badoglio in einem Brief vom Juni 1930 die Massendeportation von arabischen Zivilisten in die Lager: Man müsse „eine breite und präzise territoriale Trennung zwischen den Formationen der Rebellen und der unterworfenen Bevölkerung schaffen. Ich bin mir der Tragweite und Schwere dieser Maßnahme bewusst, die zur Vernichtung der sogenannten unterworfenen Bevölkerung führen muss. Aber nunmehr ist uns der Weg aufgezeigt und wir müssen ihn bis zu Ende gehen, auch wenn dabei die ganze Bevölkerung der Kyrenaika zugrunde gehen sollte.“
Die italienische Kolonialmacht trieb in der Folge rund 100.000 libysche Araber auf bis zu 1000 Kilometer langen Todesmärschen in insgesamt 16 Konzentrationslager, wo mindestens 40.000 Menschen überwiegend an Hunger und Krankheiten ums Leben kamen. Aufgrund der ihrer hohen Sterblichkeitsrate (rund 40 %) gelten unter Historikern zumindest die fünf größten dieser italienischen Lager als „Todeslager“ bzw. „Vernichtungslager“. Der ebenfalls maßgeblich für die Aktionen verantwortliche General Rodolfo Graziani schrieb über die Haltung der italienischen Kolonialregierung gegenüber den Häftlingen, diese sei „kaltblütig entschlossen, die Menschen zum elendesten Hungertod zu bringen, wenn sie den Befehlen nicht vollständig gehorchen.“ Die Erfahrungen aus Libyen wurden von den verantwortlichen italienischen Militärs kurz darauf auch gegen das Kaiserreich Abessinien in Ostafrika eingesetzt. Während des Abessinienkrieges (1935–1941) errichtete das faschistische Italien in Italienisch-Ostafrika ebenfalls mindestens 16 Konzentrationslager, wobei allein in den beiden bekanntesten Lagern, Danane und Nocra, rund 10.000 Menschen inhaftiert wurden: äthiopische Männer, Frauen und Kinder, insbesondere aber der christlich-orthodoxe Klerus. Auch hier ordnen Historiker Danane, Nocra sowie zwei weitere Lager aufgrund ihrer hohen Sterblichkeitsrate (rund 50 %) als Todeslager ein.
Historiker sehen hierbei „auffallende und bedeutende Ähnlichkeiten“ (Carlo Spartago Capogreco) zwischen der Situation in Libyen unter den Befehlshabern Badoglio und Graziani und der Situation in Jugoslawien unter General Mario Roatta zehn Jahre später. Carlo Spartaco Capogreco vermutet, dass sich die faschistischen Lager für Jugoslawen im Falle längerer Kriegsführung noch mehr in Richtung der Konzentrationslager Italiens auf dem afrikanischen Kontinent hätten entwickeln können.
Historiker weisen auf offensichtliche Ähnlichkeiten zwischen dem Konzentrationslager Rab sowie anderen italienischen „Slawenlagern“ auf dem Balkan einerseits und den von den Faschisten betriebenen Konzentrationslagern in den afrikanischen Kolonien andererseits hin, etwa während des Genozids in der libyschen Kyrenaika (1930–1934) und während des Abessinienkriegs (1935–1941). In beiden Fällen handelte es sich um Konzentrationslager in Form von Zeltstädten, die zwei Zwecken dienten:
1. die Partisanen und Widerstandskämpfer in den besetzten Gebieten von der sie unterstützenden örtlichen Bevölkerung zu trennen, die zu großen Teilen eingesperrt wurde.
2. als Werkzeug für eine Politik der „ethnischen Säuberung“, in deren Rahmen die einheimische Bevölkerung durch italienische Siedler ersetzt werden sollte.[141]

Mussolini selbst unterstützte das Vorgehen General Roattas in Slowenien und Dalmatien in einem Schreiben vom 31. Juli 1942:
„Ich denke, es ist besser, von sanften zu harten Methoden überzugehen, als umgekehrt. In letzterem Fall verliert man sein Gesicht. Ich habe keine Angst vor Worten. Ich bin überzeugt, dass wir auf den Terror der Partisanen mit Stahl und Feuer antworten sollten. Wir müssen mit dem Klischee aufräumen, das die Italiener als unfähig darstellt, unbarmherzig zu sein, wenn es nötig ist. Diese Tradition der übertriebenen Freundlichkeit und Milde muss aufhören. Wie Sie [General Roatta] sagten, hat eine neue Phase begonnen, in der die Italiener bereit sein werden, alles für das Wohl ihres Landes und für das Ansehen ihrer Streitkräfte zu tun… Kümmern Sie sich nicht um die wirtschaftliche Not der Bevölkerung. Sie haben es gewollt! Sollen sie doch die Konsequenzen tragen… Ich wäre nicht abgeneigt, einen Massentransfer der Bevölkerung vorzunehmen… Machen Sie keinen Unterschied zwischen den Kommunisten: ob sie nun Slowenen oder Kroaten sind, wenn sie Kommunisten sind, behandeln Sie sie alle auf die gleiche Weise.“

### Juristische (Nicht-)Aufarbeitung
Die faschistische Internierung nahm in den von Italien besetzten jugoslawischen Gebieten die Form von illegalen Deportationen und Zwangsumsiedlungen der einheimischen Bevölkerung an. Dem gingen außerdem häufig Zerstörungen wie die Verwüstung von Wohngebieten voraus, die laut Carlo Spartaco Capogreco (2004) nicht durch militärische Erfordernisse gerechtfertigt werden können. Mit diesen Aktionen verstieß das faschistische Italien gegen geltendes Kriegsrecht, etwa die Haager Landkriegsordnung von 1907. Bei den Nürnberger Prozessen wurden die Deportation und Internierung von Menschen in den von NS-Deutschland besetzten Gebieten, die von deutschen Einheiten praktizierte Erschießung von Geißeln oder die zerstörung ziviler Einrichtungen als Kriegsverbrechen verfolgt. Die italienischen Besatzungstruppen verübten auf jugoslawischem Territorium Verbrechen in der gleichen Kategorie, jedoch wurde kein italienischer Soldat oder Zivilist jemals für diese Taten juristisch zur Verantwortung gezogen von einem Gericht veruteilt.

### Historiographische Aufarbeitung
Der slowenische Ethnologe und Anthropologe Božidar Jezernik veröffentlichte 1983 seine Monographie Boj za obstanek („Der Kampf ums Überleben“), die 1997 in einer aktualisierten Auflage unter einem neuen Titel erschien und 1999 unter dem Titel Struggle for Survival erstmals in die englische Sprache übersetzt wurde. Der slowenische Historiker Tone Ferenc veröffentlichte im Jahr 2000 seine Monographie Rab-Arbe-Arbissima, die ein Jahr später auch in italienischer Sprache veröffentlicht wurde.
Jezernik (1997) beklagte nach der Durchsicht der Brockhaus Enzyklopädie, immerhin einer „Weltenzyklopädie“, dass im dortigen Eintrag über „Konzentrationslager“ ausschließlich die Lager des bolschewistischen Regimes und des NS-Regimes beschrieben wurden:
„Gab es also keine anderen, oder waren die italienischen Lager, die die Slowenen nur allzu gut kannten – Rab, Gonars, Padua, Treviso, Renicci und Visco –, so verschieden von den deutschen, dass es sich nicht lohnt, sie in einer Geschichte des Zweiten Weltkriegs zu erwähnen? Das Konzentrationslager Rab (für Slowenen) […] ist der Welt nur als Lager für Juden bekannt, aber diese starben nicht auf Rab […].“
Zudem wies Jezernik darauf hin, dass italienische Delegierte im EU-Parlament in den 1990er Jahren zwar die nach dem Zweiten Weltkrieg durch slowenische Partisanen an italienischen Zivilisten begangenen Foibe-Massaker kritisierten, diese Politiker sich jedoch gleichzeitig über deren Vorgeschichte mit italienischen Kriegsverbrechen, etwa dem Konzentrationslager Rab, ausschwiegen. Der kroatische Historiker Ivan Kovačić (2016) bezeichnet die getöteten Insassen von Rab als „Opfer eines faschistischen Folterlagers“ (žrtva ovog fašističkog mučilišta).
Zum Stand der italienischen Forschung in den 1990er Jahren hält James Walston (1997) fest:
Was die Balkangegend betrifft, so herrscht fast völliges Schweigen; das Wenige, das veröffentlicht wurde, stammt von Vereinen oder kleineren Verlagen und hat keine große Verbreitung gefunden. Die Kriege und die offensichtlichen Grausamkeiten, die sich seit 1991 in Ex-Jugoslawien ereignet haben, stellen die italienischen Aktionen im Zweiten Weltkrieg in den Schatten und sind auch zeitlich offensichtlich näher.
Walston sieht darüber hinaus auch in der innenpolitischen Entwicklung Italiens in den 1990er Jahren einen Grund für die fortdauernde Verdrängung der faschistischen Vergangenheit. So versuchte der neofaschistische MSI unter Gianfranco Fini eine breitere Wählerschicht anzusprechen und politisch anschlussfähiger zu werden. Zu diesem Zweck bezeichneten die Neofaschisten einerseits Mussolini als „den größten Staatsmann des Jahrhunderts“, andererseits versuchten sie Mussolinis negative Rolle herunterzuspielen.
Die italienische Geschichtsschreibung befand sich bei der Vergangenheitsbewältigung des italienischen Faschismus lange im Rückstand, wofür einerseits mangelnde Sprachkenntnisse, vor allem aber auch Probleme des Quellenzugangs insbesondere in den Militärarchiven verantwortlich gemacht werden. Erste Pionierarbeit über die italienischen Kriegsverbrechen auf dem Balkan lieferten in den 1960er Jahren die Bücher von Enzo Collotti und Teodoro Sala, jedoch hat erst in jüngster Zeit eine neue Generation von Historikern wie Davide Rodogno, Lidia Santarelli, Carlo Spartaco Capogreco, Costantino Di Sante, Brunello Mantelli, Eric Gobetti und Filippo Focardi begonnen, den verschiedenen Aspekten der italienischen Besatzungsherrschaft nachzugehen und dabei lange verdrängte Tatsachen wie die Kriegsverbrechen ans Licht zu bringen. Diese Forschungen, so die Einschätzung von Filipo Focardi (2007), finden in der öffentlichen Meinung erst seit den 2000er Jahren langsam Beachtung, nachdem über Jahre hinweg nur Zeitungen der Linken wie L’Unità oder Il manifesto über die italienischen Untaten auf dem Balkan und in Afrika berichtet hatten. So sind in den letzten Jahren beispielsweise zwei an ein breites Publikum gerichtete Bücher von Angelo Del Boca und Gianni Oliva erschienen, die den Mythos vom guten Italiener in Frage stellen. Vor allem Oliva richtet unter Berücksichtigung neuester historiographischer Ergebnisse sein Augenmerk auf die italienischen Kriegsverbrechen auf dem Balkan und die unterbliebenen Prozesse gegen die Täter.
Zur Aufarbeitung in Italien konstatiert Amedeo Osti Guerrazzi (2005):
„In Italien ruft das Wort ‚Konzentrationslager‘ nach wie vor Assoziationen an den NS-Staat hervor, weil Italiener, Juden und Militärinternierte nach dem 8. September 1943 Opfer nationalsozialistischer Brutalität wurden. Daß aber auch Italiener ein Konzentrationslagersystem geschaffen haben und in der Kleidung der Gefängniswärter und nicht der Opfer auftauchten, ist für die italienische öffentliche Meinung nur schwer zu akzeptieren. Den Mythos eines im Grundsatz ‚guten Italieners‘ […] kann man mit dem deutschen Image von der ‚sauberen Wehrmacht‘ vergleichen. Diese Vorstellung ist ein tief verwurzelter Mythos, der nur sehr schwer zu korrigieren ist.“
Und auch Brunello Mantelli (2007) merkt kritisch an, dass es ihm „problematisch“ erscheine, dass die italienischen Jugendlichen und oft auch ihre Lehrer zwar zu Recht über deutsche Konzentrations- und Vernichtungslager wie Auschwitz, Mauthausen oder Dachau sowie eventuell noch über die bolschewistischen Zwangsarbeitslager im Kolymagebiet Bescheid wüssten, dass sie jedoch „nichts oder fast nichts“ über Kriegsverbrechen des faschistischen Italiens wie das Massaker von Debre Libanos oder das Konzentrationslager Arbe (Rab) wüssten.

### Rezeption in Film und Literatur
Die BBC-Dokumentation Fascist Legacy von Ken Kerby (1989) thematisiert in ihrem ersten Teil neben den italienischen Kriegsverbrechen in Äthiopien auch die Besatzungspolitik des faschistischen Italiens in Jugoslawien von 1941 bis 1943. Dabei wird auch das Konzentrationslager Rab (Arbe) ausführlich behandelt, etwa durch Augenzeugenberichte von zwei Überlebenden: ein Mann, der acht seiner Familienmitglieder im Lager verloren hat, und eine Kinderkrankenschwester die berichtet, dass die Kleinkinder auf Rab „wie die Fliegen“ an Unterernährung und Krankheiten starben, und sie sich deshalb zu den alten Insassen versetzen ließ, weil sie deren Sterben erträglicher fand.

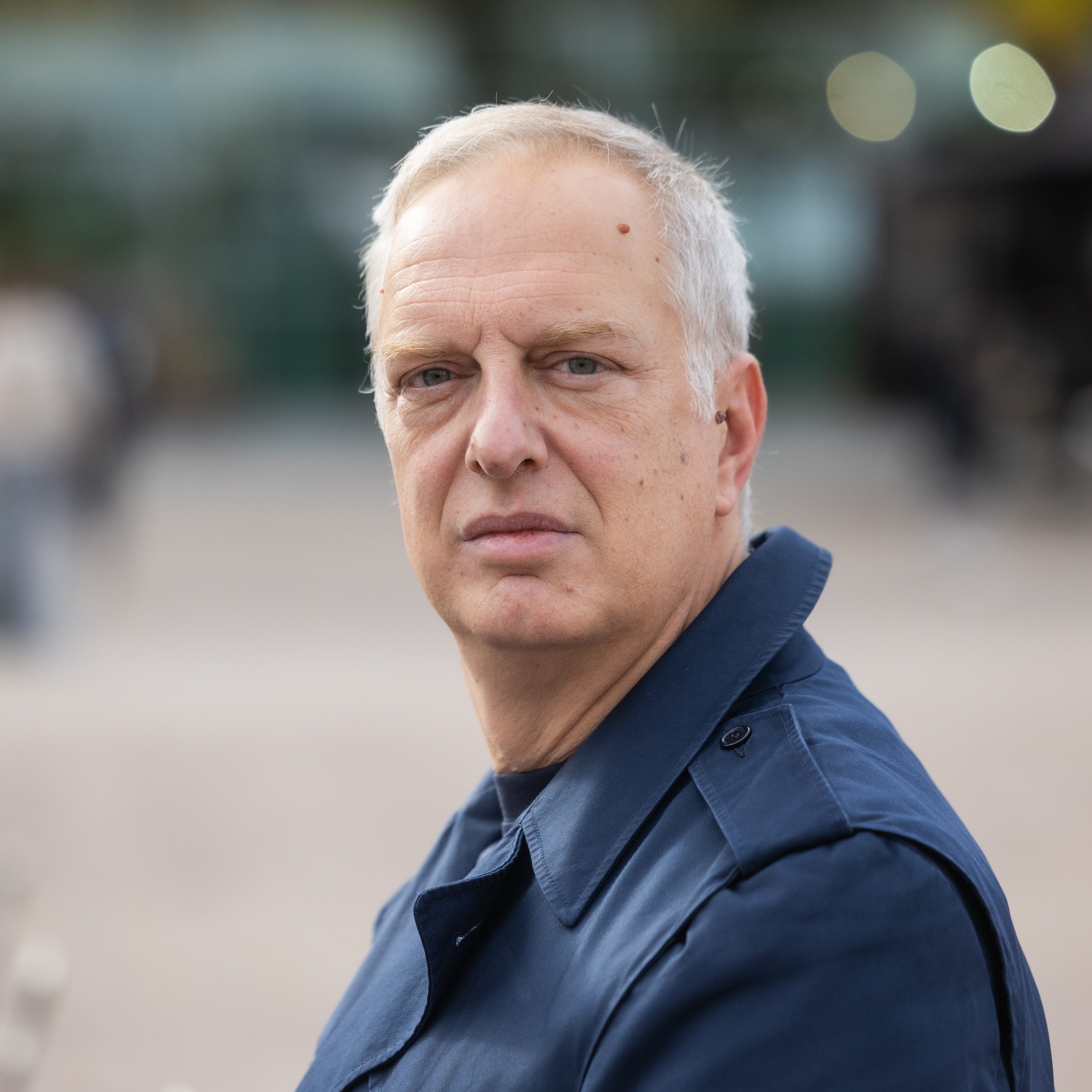
Antonio Scurati (2024)

Der italienische Medienhistoriker und Schriftsteller Antonio Scurati (2024) behandelt das Konzentrationslager Rab im vierten Teil seiner fünfbändigen Romanbiographie „M“ über Benito Mussolini. In seiner Schilderung beschreibt und beurteilt Scurati das Lager Rab wie folgt:
„Das makabre Schauspiel beginnt immer zur gleichen Zeit, wenn die Sonne hoch steht und die Kälte noch weniger erbarmungslos ist. Dann erheben sich, wie lebende Skelette, die Insassen des faschistischen Konzentrationslagers Kampor von ihren Strohlagern. Sie irren durch das Lager aus zerissenen und schmutzigen Zelten. Sie sind Knochengerippe, am Ende ihrer Kräfte, mit aufgeblähtem Bauch, die Haut geschwollen von Ödemen, gebeugt vom Hunger und von den Wanzen [...]. Sie schleppen ihre unbeschreiblich schmutzigen und ausgemergelten Körper zu den Rändern des Lagers. In der Hoffnung, dass eine Frau des Ortes, gerührt von ihren Klagen, auf die Gefahr hin, von einer Maschinengewehrgarbe getroffen zu werden, am Drahtzauen vorbeigeht und ihnen etwas zu essen zusteckt. [...] Das Lager [...] ist nur eines der zahlreichen Lager für Zivilisten, die von der 2. Armee des italienischen Heeres errichtet wurden, um das ‚Problem der Fremdstämmigen‘ in den besetzten Gebieten Jugoslawiens zu lösen. Hier, zwischen Sand und Verwesung, Matratzen aus Stoppeln und Stacheldrahtspiralen, gibt es keine geplante Vernichtung, gibt es keine Methode, keine unmenschliche Effizienz. Nur eine unorganisierte Konzentration von Männern, Alten, Frauen und Kindern, zusammengepfercht ohne irgendein Kriterium, in aller Eile aus ihren Häusern geholt und wie Vieh zusammengetrieben mit dem einzigen Ziel, sie von den Rebellen zu trennen und den Partisanen jede mögliche Unterstützung zu nehmen, und sie dann in ihrem Schmutz verrotten zu lassen. In Rab ist der Tod nur eine banale Begleiterscheinung der Nachlässigkeit, der bescheuerten Kluft zwische Norm und Praxis. Ethnische Säuberung auf Italienisch.“

### Gedenkfriedhof Kampor auf der Insel Rab
Der ehemalige Lagerfriedhof, gelegen im nördlichen Teil der Insel Rab bei der Bucht von Kampor, wurde nach der Befreiung des Konzentrationslagers im September 1943 zunächst dem Verfall preisgegeben. Im Jahr 1950 beauftragte dann das „Hauptkomitee des Verbandes der Kämpfer des nationalen Befreiungskampfes in Ljubljana“ eine studentische Arbeitsgruppe mit der Reinigung und Instandhaltung des schließlich „stark vernachlässigten“ Friedhofs. Zwei Jahre später beschloss das slowenische Hauptkomitee, zum zehnten Jahrestag der Lagerbefreiung und der Gründung der Rab-Brigade ein „würdiges Denkmal“ zu errichten, da es sich bei dem Lagerfriedhof um „das größte Massengrab von Slowenen außerhalb ihrer engeren Heimat“ handelt, und dieses daher „ein schreiendes Dokument der vom italienischen Faschismus vor zehn Jahren begangenen Gräueltaten“ darstellt. Der Rat für den Bau des Denkmals auf der Insel Rab wurde beim „Hauptausschuss des Verbandes der Kämpfer des nationalen Befreiungskampfes in Ljubljana“ Ende 1952 gegründet. Seine Mitglieder waren ehemalige Rab-Häftlinge, darunter auch einige Mitglieder des Exekutivkomitees der slowenischen Befreiungsfront (OF) im Konzentrationslager Rab. Vorsitzender des Rates war der Kommandeur der ehemaligen Rab-Brigade, Franc Potočnik.

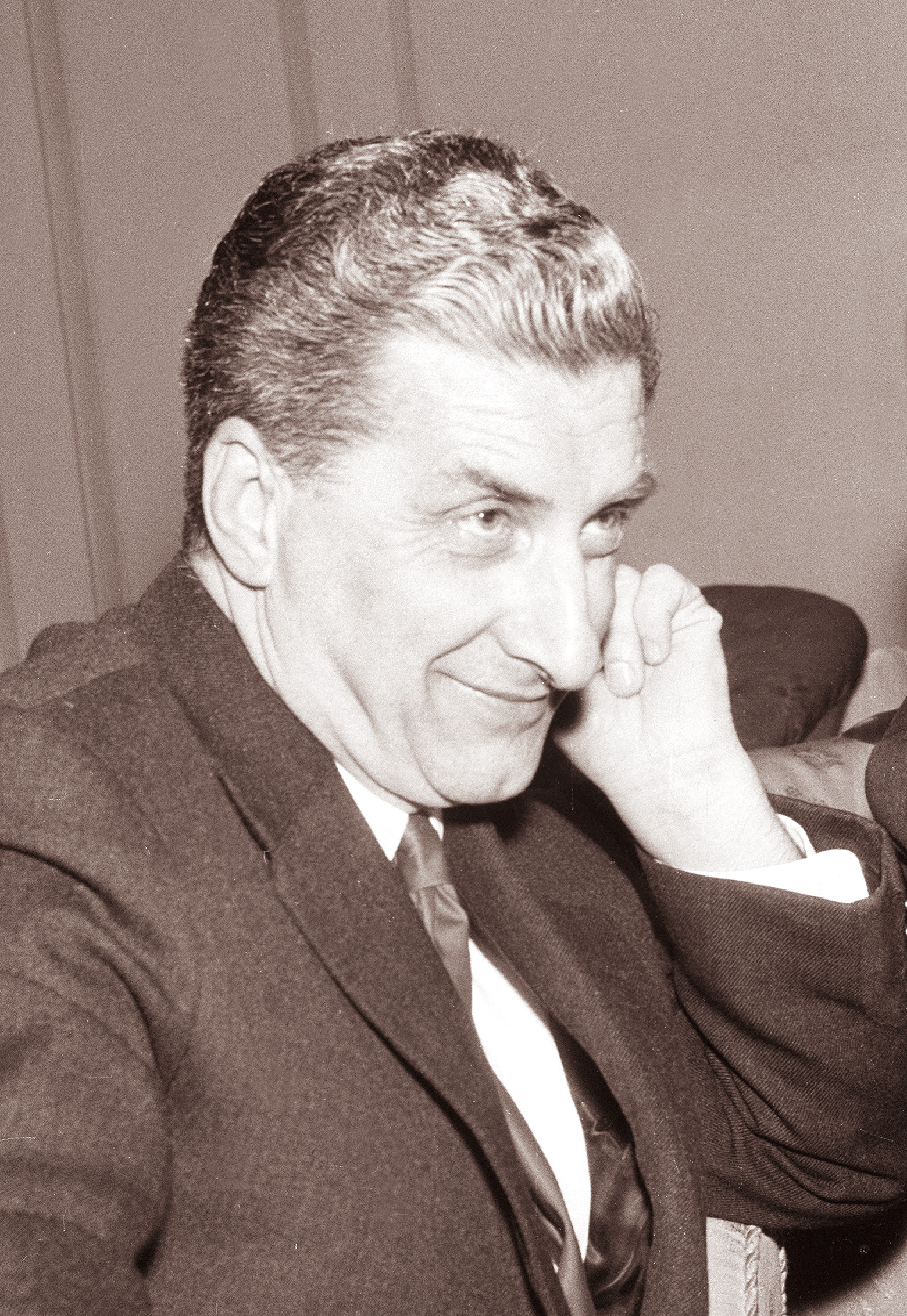
Edvard Ravnikar (1961), der slowenische Architekt entwickelte das Konzept für den seit 1953 bestehenden Gedenkkomplex auf Rab

Der Auftrag für die Planung und Ausführung der Arbeiten zum Bau des Rab-Denkmals ging an den slowenischen Architekten Edvard Ravnikar (1907–1993). Die Kommission des Rates reiste Anfang Januar 1953 erstmals nach Rab. Die ursprüngliche Idee war, ein monumentales Beinhaus zu errichten. Eine Begehung vor Ort ergab jedoch, dass die Aufgabe für den gegebenen Zeitraum zu umfangreich sein würde. Stattdessen nahm der Rat schließlich den Vorschlag für ein Denkmal in Form eines gepflegten Friedhofs an (kroatisch: Spomen-groblje Kampor, deutsch Gedenkfriedhof Kampor), in dem alle Elemente langlebig sein sollten und keine besondere Pflege erfordern. Der langgestreckte Friedhof scheint in das Meer überzugehen, und wie der slowenische Schriftsteller Venceslav Winkler (1907–1975) schreibt: „Wenn man ihn betrachtet, geht der Blick direkt in die Heimat – zumindest können die Opfer an ihrem letzten Ruheort ihre Heimat sehen.“ Der Ort wurde in horizontalen Ebenen gestaltet, sodass Regenstürme den Boden nicht mehr erodieren, und erhielt eine Eingangsplattform und einen überdachten Raum für das Gedenkbuch, zwei Vitrinen und ein Wandmosaik des Malers Marij Pregelj (1913–1967). Dieses Mosaik fasst die ideologische Rhetorik der damaligen Zeit zusammen: Verschiedene Symbole der Gewalt (brennende Häuser, tote Tiere, Galgen, das faschistische Liktorenbündel) und ihre Gegensätze (der fünfzackige Stern, Fabrikschornsteine, der Berg Triglav) repräsentieren den Gegensatz zwischen Faschismus, Krieg und Verzweiflung auf der einen Seite und Sozialismus, Frieden und Hoffnung auf der anderen Seite. Vor diesem Hintergrund stellte der Maler zwei abgemagerte männliche Figuren dar, eine davon in Ketten, als Metaphern für den Kampf des sterbenden Gefangenen und die Stärke des Rebellen, der die Ketten um seine Handgelenke zerbricht.

Eindrücke aus dem Gedenkfriedhof Kampor
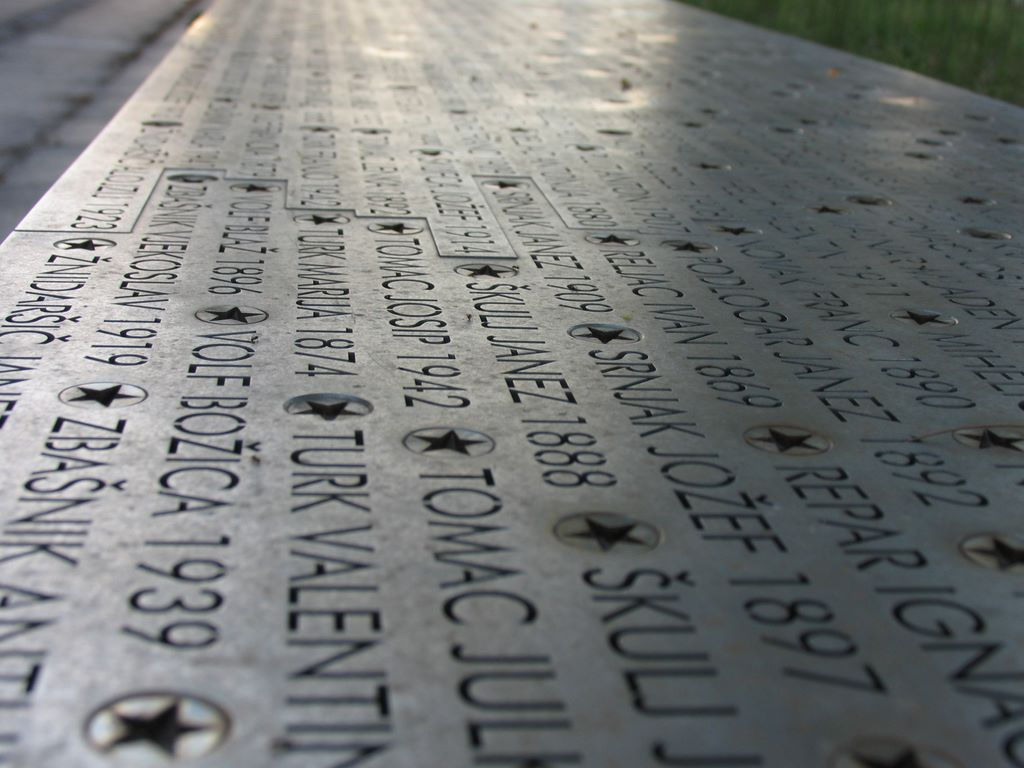
Gedenktafel für die Opfer
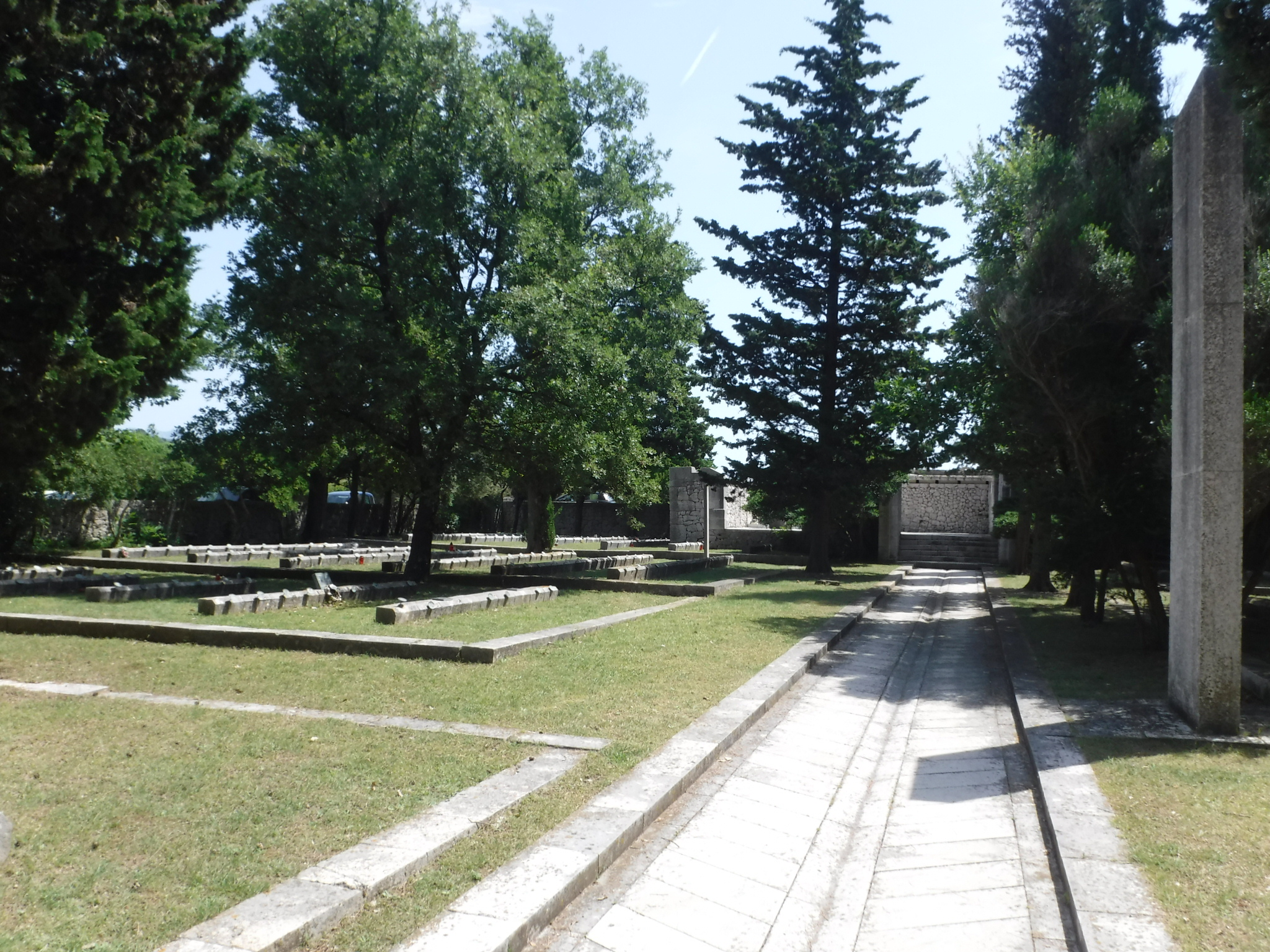
Grabfeld
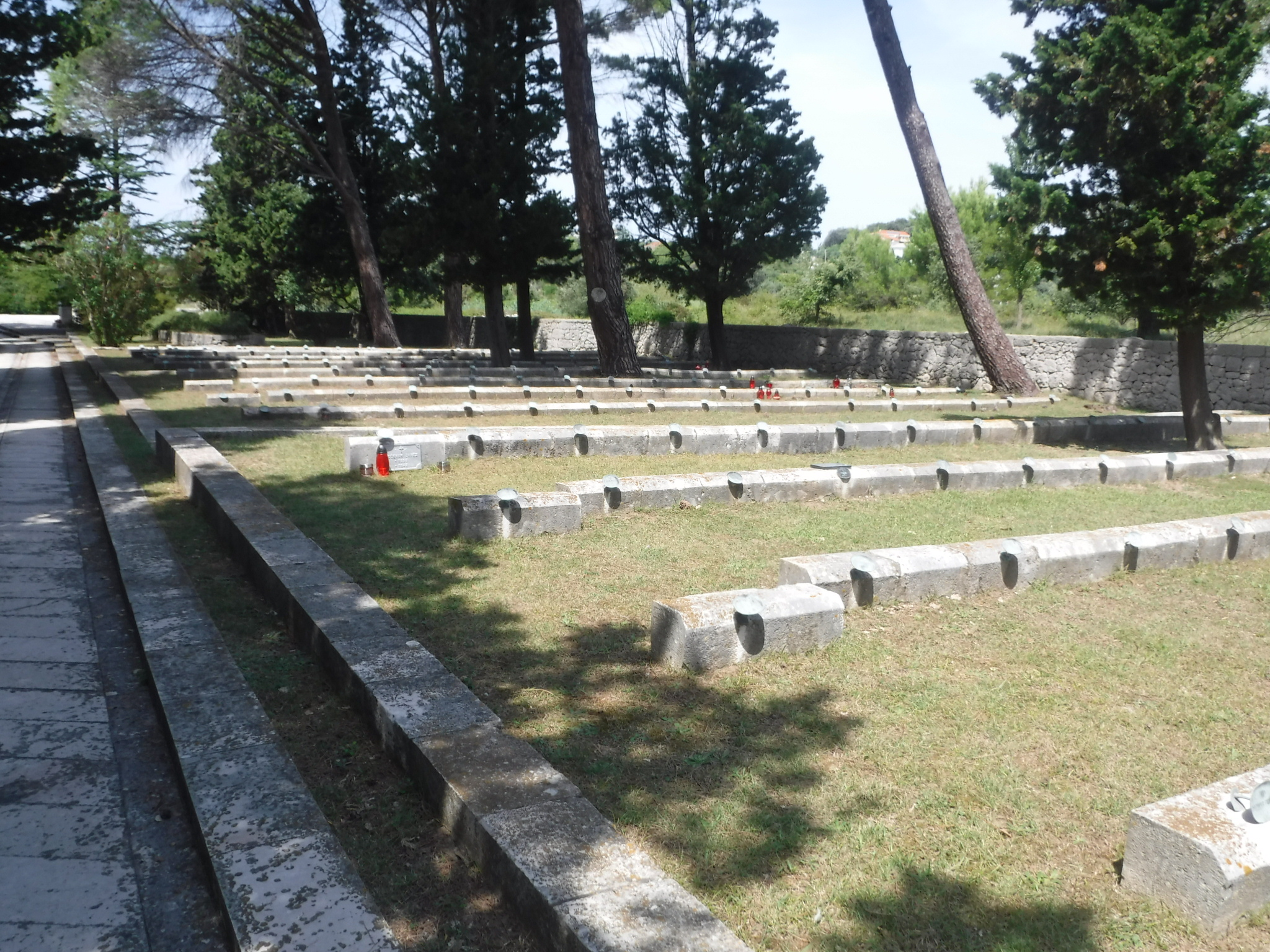
Grabfeld
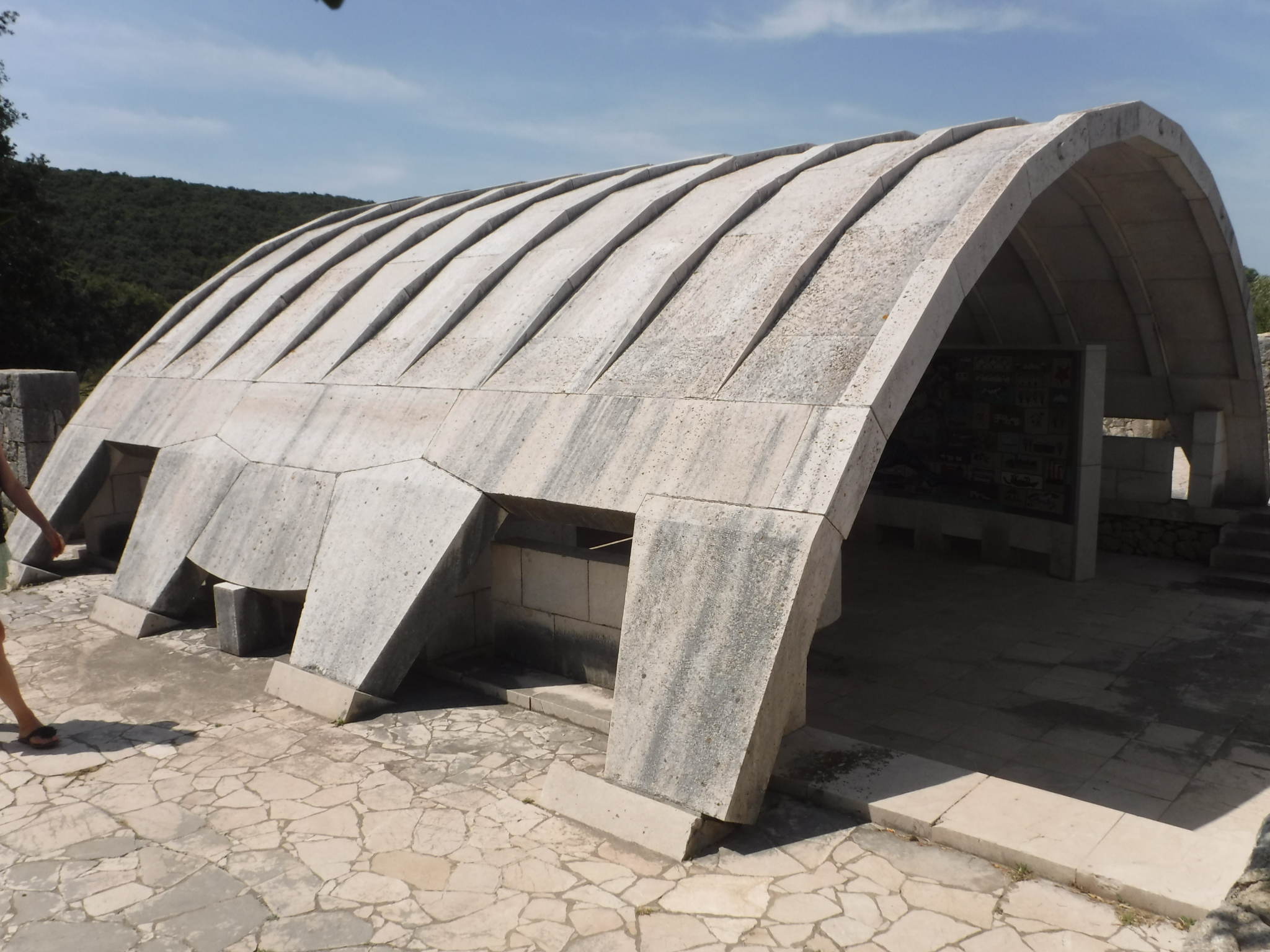
Mausoleum, in dem sich das Wandmosaik befindet
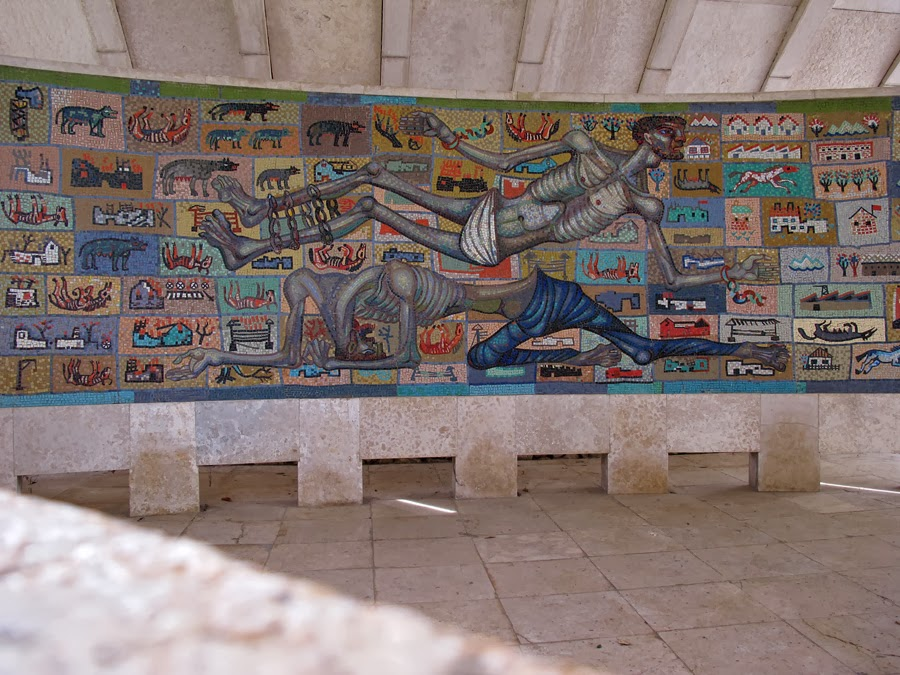
Schrein mit Wandmosaik
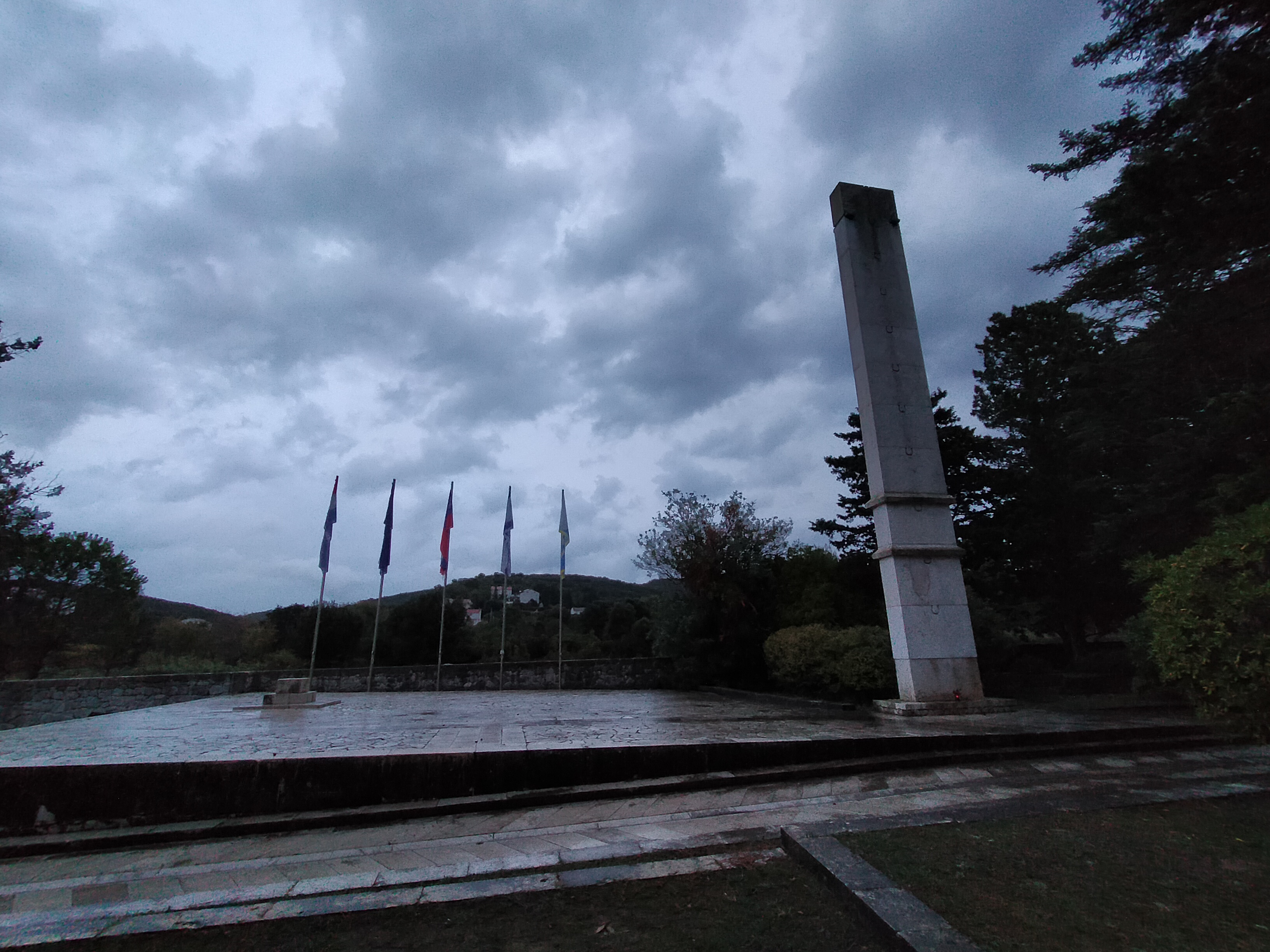
Zentraler Obelisk des Gedenkfriedhofs
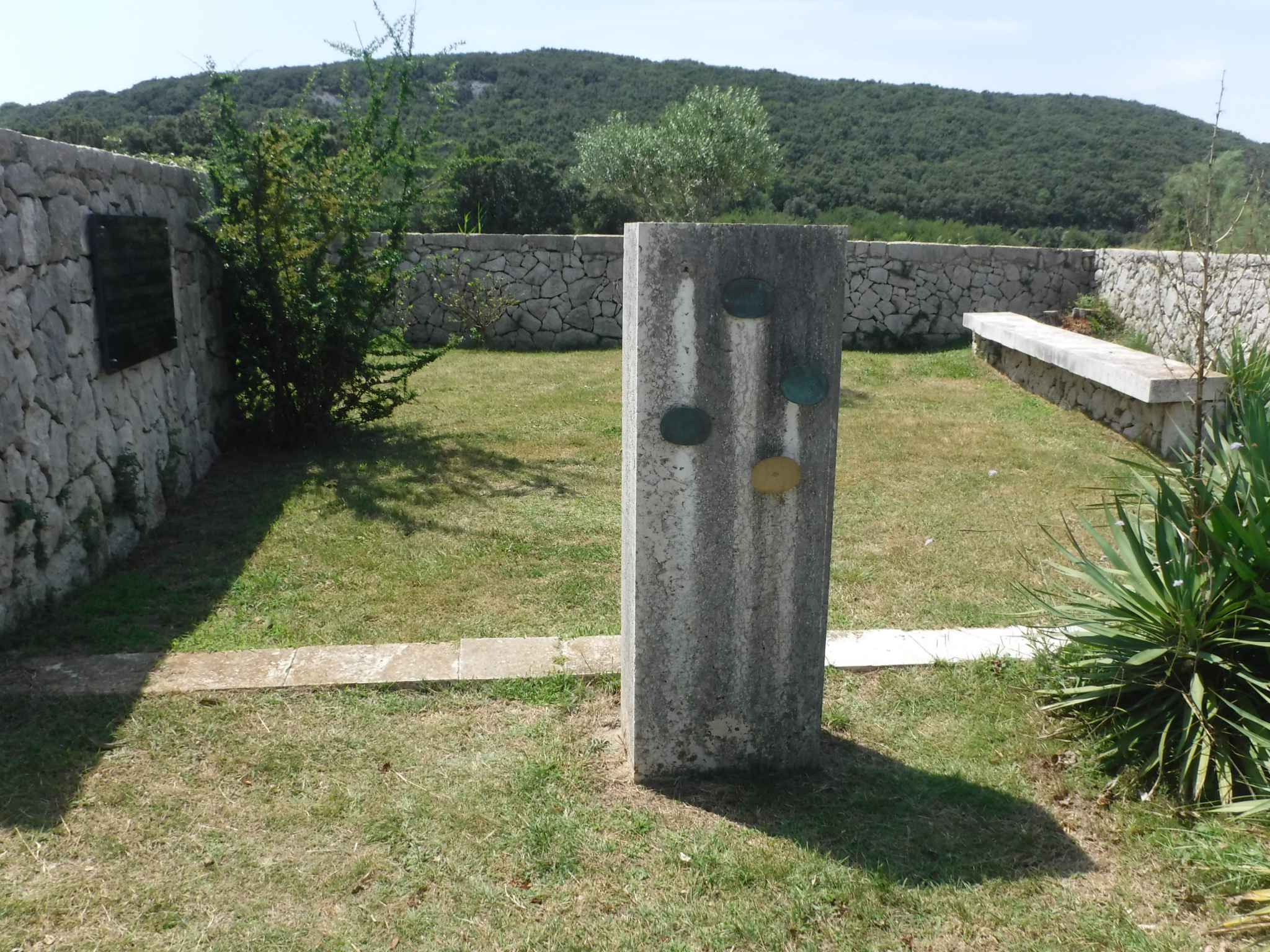
Jüdischer Teil des Lagers

Der Gedenkfriedhof diente von Anfang an auch als Instrument politisierter Erinnerungskultur. So lag der Hintergrund für das verstärkte Interesse jugoslawischer Behörden am Friedhof seit den 1950er Jahren auch in der internationalen Politik. Die ersten Nachkriegsjahre waren außenpolitisch vom Grenzkonflikt mit Italien um das Freies Territorium von Triest geprägt. Als die Westalliierten ohne Wissen und Zustimmung Jugoslawiens ankündigten, dass die Zone A des Gebietes der italienischen Verwaltung unterstellt werden sollte, widersetzte sich die jugoslawische Regierung. Auf Massenprotestkundgebungen im ganzen Land nutzten die jugoslawischen Behörden die Erzählung über die slowenischen und kroatischen Opfer des brutalen Regimes im Konzentrationslager Rab als besonders wirksame Waffe der anti-italienischen Propaganda.
Die kulturhistorische Bedeutung des Gedenkkomplexes wurde von den Kuratoren des slowenischen Beitrags zur 9. Internationalen Architekturausstellung in Venedig 2004 hervorgehoben. Damit wollten sie Edvard Ravnikar wieder als einen der großen Meister der Architektur in der zweiten Hälfte des 20. Jahrhunderts hervorheben. Eine ergänzende Ausstellung mit dem Titel The Metamorphosis Of Memory: The Memorial Cemetery On The Island Of Rab (1953) By Edvard Ravnikar wurde im selben Jahr in der Slowenischen Nationalgalerie in Ljubljana gezeigt. Die Kuratoren der Ausstellung stellten den Architekten Ravnikar als Autor der modernen Stadtzentren von Ljubljana und Kranj, als Stadtplaner für Nova Gorica und auch als Entwerfer des Gedenkkomplexes auf der Insel Rab vor, der „vielleicht sein lyrischstes Werk ist, das der ewigen Architektur gewidmet ist, die als poetische Erinnerung an die Gräueltaten des Zweiten Weltkriegs geschaffen wurde“.

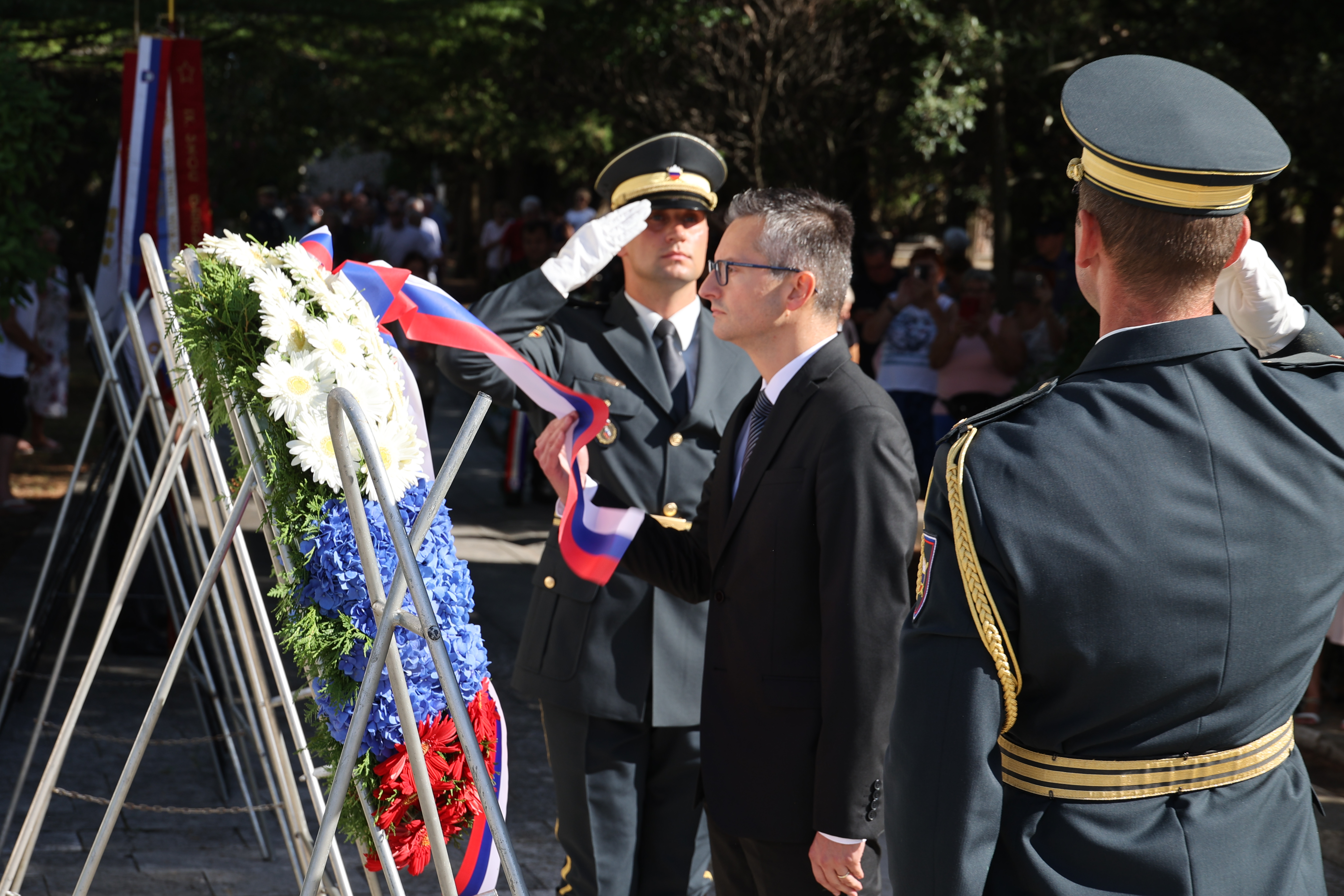
Kranzniederlegung im Gedenkfriedhof im Jahr 2022 durch den damaligen slowenischen Verteidigungsminister Marjan Šarec

Heute finden an dem Wochenende, das dem 11. September am nächsten liegt, Gedenkveranstaltungen in der Gedenkstätte statt. Dabei legen Vertreter der kroatischen und slowenischen Behörden, der Gemeinden, der Verbände der Veteranen des antifaschistischen Kampfes und der Verbände der überlebenden Internierten sowie die Öffentlichkeit Kränze nieder und zünden Kerzen an. Am 5. September 2020 nahmen der Präsident Sloweniens, Borut Pahor, und der Präsident Kroatiens, Zoran Milanović, an einer solchen Gedenkfeier teil. Die beiden Präsidenten legten einen Kranz am Denkmal für die Opfer des „italienischen faschistischen Terrors“ nieder. Im Anschluss an die Zeremonie besuchten die beiden Präsidenten eine Fotodokumentationsausstellung mit dem Titel Die letzten Zeugen – Erinnerungen der Internierten in den faschistischen Lagern Italiens. Bei dieser Gelegenheit wies der slowenische Präsident über Twitter darauf hin, dass beide Präsidenten zum ersten Mal gemeinsam an der Gedenkfeier teilnahmen, und betonte „die Bedeutung der Freundschaft und das gegenseitige Bewusstsein für die Notwendigkeit, die Erinnerung zu bewahren, was auch eine Mahnung sein sollte.“ Die slowenische Zeitung Primorski dnevnik erinnerte in ihrem Bericht über dieses Ereignis daran, dass „der Gedenkpark in Kampor […] bisher noch von keinem offiziellen Vertreter Italiens besucht wurde“.
Am Samstag, den 9. September 2023, fand anlässlich des 80. Jahrestages der Befreiung des Konzentrationslagers Rab eine Gedenkfeier statt, die vom Lagerkomitee Rab-Gonars der „Föderation der Kämpfervereinigungen für die Werte des nationalen Befreiungskampfes Sloweniens“ (Zveza združenj borcev za vrednote narodnoosvobodilnega boja Slovenije, kurz ZZB NOB) und der Stadt Rab organisiert wurde und von rund 1000 Besuchern aus Slowenien und Kroatien auf dem Kampor-Gedenkfriedhof besucht wurde. Der Präsident Kroatiens, Zoran Milanović, und die Präsidentin Sloweniens, Nataša Pirc Musar, begrüßten in ihren Ansprachen die Renovierung der Gedenkstätte, für die Kroatien und Slowenien gemeinsam Mittel bereitstellen.

## Häftlinge
Unter den Häftlingen waren
- Thea Altaras
- Mitja Brodar
- Michael Maor mit seinen Eltern
- Anton Vratuša
- Jakob Finci, wurde 1943 in diesem KZ geboren

## Anhang

### Dokumentationen
- Rab Concentration Camp, July 27, 1942–September 8, 1943. APIS Institute, Slovenia, August 2020 (online)
- Fascist Legacy, UK (BBC) 1989, 2×50 Minuten, Regie: Ken Kirby; Historische Berater: Michael Palumbo (Ausschnitt Online auf Youtube)